# Alejandra Ávalos
Alejandra Margarita Ávalos Rodríguez (Ciudad de México, 17 de octubre de 1965) es una cantautora, música, productora, conductora, locutora y actriz mexicana de teatro, cine y televisión; tras su debut extraoficial en 1980 en La Voz del Heraldo durante su temprana adolescencia, Ávalos conseguiría en los siguientes 40 años de trayectoria, firmar bajo las disqueras y distribuidoras musicales más importantes del mundo, incluyendo Warner, Sony, Atlantic y Columbia, bajo la producción de varios de los más reconocidos productores europeos y latinoamericanos, tales como Juan Carlos Calderón, Honorio Herrero, Fernando Riba, Kiko Campos y Kike Santander. En su faceta actoral, Ávalos ha participado y protagonizado en más de 30 producciones, incluyendo filmes, novelas, series televisivas y obras teatrales, así como musicales y adaptaciones de Broadway, mismas producciones que han sido distribuidas en más de 120 países en 23 diferentes idiomas alrededor del mundo.
Durante sus inicios a principios de los años 80, Ávalos desarrollaría una formación escénica, musical, compositiva e interpretativa de alto nivel a través del Sistema Stanislavski, lo que le llevaría a convertirse en pionera de los movimientos Music Hall, Vaudeville y opera rock en español, adquiriendo un estatus y amplio reconocimiento a partir de mediados de los años 1980, además de incursionar en un extenso rango de géneros musicales internacionales, los cuales han dado un carácter individual y distintivo a cada etapa de su carrera.
Después de su repentino debut fuera de convocatoria siendo apenas una adolescente, le es otorgada una beca de 1980 a 1982 por parte del comité organizador del Heraldo, periodo en el cual la futura canta-autora y actriz obtiene sus primeros trabajos profesionales por medio del modelaje y promocionales de televisión; posteriormente, en 1983, consigue sus primeros papeles en la pantalla chica; fue a partir de 1984, que la popularidad de Ávalos comenzó en ascenso, debido a su incursión en diversas series de comedia juvenil, musicales de teatro y fotonovelas, además de obtener sus primeros coestelares.
Para 1985, Ávalos comienza su incursión en el trabajo de conducción para el programa de archivos e historia de la cinematografía mundial "El mundo de VideoCentro", además de trabajar como músico de estudio, proporcionando arreglos vocales para múltiples artistas juveniles y participando en diversas series como Cachún cachún ra ra! y pilotos televisivos tales como Fans, donde se convierte en miembro fundador original del predecesor de la agrupación juvenil Flans; por otra parte, antes de obtener su primer protagónico en la pantalla chica en 1986, Ávalos obtuvo los roles principales en las obras teatrales Jesus Christ Superstar (1984), La Malinche (1985), Robin Hood (1986) y The Rocky Horror Show (1986) entre otras. Finalmente en 1986, Ávalos obtiene su primer estelar principal en el melodrama "El padre Gallo", además de obtener los roles antagónicos principales en los dramas Tal como somos y Tiempo de amar en 1987.
Después de enviar por 5 años, diferentes demos a casas productoras, finalmente, Ávalos firma un contrato discográfico en 1987 con el consorcio internacional Warner Bros. Records-Atlantic Records-Elektra Records, mediante el conducto de Luis Miguel, Luis Rey y René León como intermediarios con el entonces director de Hispavox, el escritor y productor español Honorio Herrero, con el cual graba tres álbumes de reconocimiento mundial; en 1988 lanza "Ser o no ser"; posteriormente lanza sus álbumes más exitosos hasta ese momento "Amor Fascíname" (1990) y "Amor sin dueño" (1991), ambos producidos por el ganador de Eurovisión Juan Carlos Calderón; así mismo, Ávalos realiza su debut en el cine por medio del largometraje Amor y Venganza. En 1992, tras regresar de un veto televisivo debido a un conflicto legal entre Warner y Televisa, Ávalos protagoniza el drama juvenil Tenías que ser tú. Al mismo tiempo, la actriz debuta en el cine y se embarca en su primera gira musical internacional que se prolongaría por 3 años. Posteriormente en 1995, la actriz obtiene el papel principal en el exitoso drama fílmico "Perdóname Todo", el último largometraje de José José, para el cual, ambos grabaron el exitoso tema «Te quiero así»; sencillo el cual, fue remasterizado y relanzado en su versión original a nivel mundial por Ávalos, el 14 de febrero de 2020, en homenaje por el fallecimiento del llamado Príncipe de la canción, y en conmemoración del 25 aniversario del que sería el más recaudatorio y último filme protagonizado por José José, "Perdóname Todo".
En 1996, Ávalos firma con Sony music, lanzando su primer álbum folclore "Mi corazón se regala", persuadida por su compañero de gira musical, el ícono hispanoamericano Vicente Fernández, poco después de haber obtenido el antagónico principal en el drama policíaco "Morir dos veces"; igualmente antagoniza en la novela histórica "La antorcha encendida". Ávalos cierra la década de 1990 con tres protagónicos principales; en 1998 estelariza la novela juvenil "Soñadoras", poco después en 1999 protagoniza el filme "Maldito amor..Demasiado Tarde" y la puesta en escena Don Juan Tenorio; igualmente lanza el video musical de alta producción "La danza del milenio" y termina de grabar su quinto álbum en estudio "Una mujer" lanzado catorce años después bajo el sello Columbia Records.
Para el nuevo milenio, Ávalos obtiene múltiples estelares en teatro y televisión, incluyendo los antagónicos principales en los dramas "Siempre te amaré" (2000) y "Apuesta por un amor" (2004). En 2005, lanza lo que sería su sexto álbum en estudio "Radio Diva", su primer lanzamiento Big band de larga duración; la artista se convertiría en pionera de dicho género en 1992 en los países de habla hispana de la mano de «It Had To Be You». Para la década del 2010, Ávalos lanza su séptimo álbum en estudio "Te sigo queriendo", escrito en su totalidad por la propia artista; igualmente protagoniza algunas series de televisión e integra algunos supergrupos con otros reconocidos artistas. Por otra parte, incursiona en la música electrónica, lanzando una serie de producciones EDM a través de iTunes. Entre sus nuevos proyectos están protagonizar una serie de largometrajes y series, además de retratar a uno de los personajes centrales en la obra multisensorial de alto perfil Capricho-LivExperice; por otra parte en agosto de 2018, Ávalos lanzó al mercado el primer álbum doble de su carrera, intitulado "México Majestuoso".
El inicio de la década del 2020, dio arranque con la crisis global por la pandemia de COVID-19, durante la cual, Ávalos se ha mantenido activa profesionalmente en su totalidad, consiguiendo un extenso número de galardones y reconocimientos a su trayectoria; incluido el galardón "Grandeza Hispana Internacional 2020", el «Premio Q» por su contribución a la industria fonográfica en habla hispana, el galardón «Reconocimiento Internacional» por parte del Senado de México, de la Cámara de Diputados de México y el Comité Ejecutivo del Colegio Internacional de Profesionistas C&C (World Knowledge Summit); además de ser reconocida por tercera ocasión como, "Reina Internacional del Mariachi" ese mismo año, siendo la primera artista en lograr dicho nombramiento en múltiples ocasiones en la historia de la música folclórica en México; cúmulo de reconocimientos, los cuales, la artista dedicó enteramente a su hija, la editorialista, comunicóloga, modelo, y artista visual de origen italiano Valentina Benaglio, citandola como "...el principal motor e inspiración de vida".  
Paralelamente, durante el confinamiento global del 2020, Ávalos ha mantenido actividad profesional integral constante, grabando y publicando física y digitalmente diversos lanzamientos, incluidos múltiples sencillos, promovideos, maxisingles, colaboraciones y extended plays, los cuales han alcanzado importante rotación y demanda en plataformas y sitios digitales de descarga en audio y video; incluyendo entre otros «Quédate en casa», «Amor fascíname (versión flamenco acústica)», «We Are The World (Somos el mundo)» y su primer lanzamiento a dúo profesional con un tenor barítono, titulado «México en la piel», publicado mundialmente el 4 de septiembre del mismo año. 
En diciembre de 2020, Ávalos lanza al mercado el sencillo y promo video «Y Me Acordé de Tí», mismo que se convertiría en el primer corte promocional de su noveno álbum en estudio Muy Mexicana, escrito y producido por Armando Gómez Mera, y arreglos del productor Oswaldo Policarpo; dicha producción ranchera, contó con el apadrinamiento de la original e internacional Sonora Santanera, el día 29 de mayo de 2021; producción la cual será presentada para su nominación a los Premios Grammy Latinos del mismo año.
A lo largo de su faceta como cantante y autora, Ávalos ha acumulado una serie de éxitos, muchos de los cuales alcanzaron la cima de los rankings del Top Parade; inicialmente, en la década de 1980 destacaron «Ser o no ser», «Tren Tren Tren», «Número uno», «Corazón al viento» y «Tú, hombre; yo, niña», más tarde el éxito ascendió en la década de 1990 de la mano de temas como «Amor fascíname», «Contigo o sin ti», «Lo que pasó, pasó», «Casualidad», «Aparentemente», «Como puedes saber», «Para qué engañarnos», «Mi corazón se regala», «Para olvidarme de ti» e «It Had To Be You»; finalmente durante las décadas del 2000 y 2010, la artista ha cosechado éxitos tales como «Green Eyes - (Aquellos ojos verdes)», «Enamorada», «Apuesta por un amor», «Una mujer», «Te sigo queriendo», «De fuego a hielo», «México en la piel», «Y me acordé de tí» y «Solo un milagro». 
A partir del éxito obtenido en su faceta como intérprete y autora, es como Ávalos ha logrado participar en una serie de festivales y eventos internacionales de música, incluyendo el Festival OTI de la Canción durante las décadas de 1980 y 1990, además del Festival Internacional de la Canción de Viña del Mar en la década del 2000.
El 24 de abril de 2021, es decretado por el Honorable Congreso de la Unión de la Federación en México como el Día Nacional de la Música Tradicional Mexicana, para el cual Alejandra Ávalos es nombrada como la primera representante y madrina de dicha conmemoración cultural en la historia de México. El 24 de Julio del mismo año, Ávalos se presenta en Madrid, España acompañada de la soprano internacional María Katzarava, del pianista argentino Ricardo Francia y del cantante mexicano Cristian Castro, en el Recital de Verano español, organizado por la productora de ópera Ingrid Novoa, celebrado en la Casa de México en España; Ávalos, invitada especial soprano y mezzosoprano, fungiendo como representante de la comunidad mexicana en la península ibérica. En octubre de 2022, Ávalos incursiona por vez primer en la música tradicional centroamericana y del suroeste mexicano, incluyendo el uso de la marimba cromática moderna chiapaneca, para su versión del tema folclórico La Llorona. En julio de 2022, Ávalos se integra al elenco principal de la segunda temporada de MasterChef Celebrity México; haciendo su debut oficial el 21 de agosto del mismo año; logrando tras 4 meses de fases eliminatorias, llegar hasta la etapa definitoria el 18 de diciembre del mismo año durante la Final de la competencia, compartiendo el pódium de los triunfadores de Master Chef Celebrity; final en la que la producción de Televisión Azteca, le facilitó la visita desde Nueva York, de su hija, la empresaria corporativa y modelo italiana Valentina Benaglio. El 3 de febrero de 2023, Ávalos lanza la producción Italo-disco, «Vivo en el Amor», letra y música de la propia cantautora, y arreglos e instrumentación del músico italiano "DJ Sparadise".

## Trayectoria

### Infancia y vida personal
Alejandra Margarita Ávalos Rodríguez nació en el Hospital Durango de la Ciudad de México el 17 de octubre de 1968, estudió Comunicación en la Universidad Iberoamericana; es hija del arquitecto, funcionario y escritor mexicano Carlos Mario Ávalos y Solano, y Ninfa Margarita Rodríguez, reina de belleza por el ITESM campus Monterrey e imagen oficial en comerciales de televisión durante la década de 1960, retirándose poco después para el cuidado del hogar; tiene un hermano menor, José Alberto Ávalos, empresario y ocasional músico y arreglista, el cual colaboró notoriamente en la carrera musical de Ávalos, durante su etapa con Warner Brothers. 
El 19 de julio de 1996, Ávalos dio a luz a su hija Valentina Benaglio Ávalos, empresaria corporativa y modelo de origen italomexicano egresada de la Universidad Iberoamericana, quien funge como científica de datos, estratega profesional, comunicóloga y pintora en la ciudad de Nueva York. A mediados de la década de 1990, Ávalos se retira brevemente de la vida profesional para estar, junto a su esposo Giovanni Benaglio al cuidado de su pequeña recién nacida en Lombardía, Italia.

### 1979-1983:La Voz del Heraldoy debut profesional
Tras iniciar musicalmente en la década de 1970 de forma aficionada, Ávalos formó parte del concurso "La Voz del Heraldo" en 1980, a pesar de recibir críticas positivas por parte del jurado, la cantante fue descalificada, dado que no se registró oficialmente durante la convocatoria; sin embargo, dado su desempeño interpretando composiciones de su entonces ídolo de su infancia Juan Carlos Calderón, se le concedió una beca para estudiar durante dos años en el antiguo Centro de Capacitación de los Iniciadores de la Televisión Mexicana. Posteriormente en 1983, a los 18 años de edad, Ávalos obtuvo su primera oferta profesional aun siendo estudiante de la primera generación del CEA de Televisa, fungiendo como modelo e imagen en un comercial de televisión para la marca refresquera Sidral Mundet, en su primer promocional con responsabilidad social. Ese mismo año recibió su primera oferta para actuar en televisión, apareciendo como extra en el drama Amalia Batista, igualmente obtuvo su primer diálogo sin crédito en la novela La Fiera. Posteriormente ingresó al Centro de Capacitación Mexicana de Televisa (hoy CEA), mediante una beca recibida por parte de la Universidad Iberoamericana tras haber ganado el festival interno de canto con el Tema "Lo conozco", de su propia autoría. En ambos centros de formación, Ávalos recibe instrucción para su desarrollo actoral, teatral, interpretativo y musical; para este último rubro, la artista recibió lecciones de modulación y educación vocal por parte de reconocidos maestros vocales, incluyendo al compositor de teatro musical Luis Rivero, Rosa Eugenia Chávez Calderón, Willi Gutiérrez, el pianista y compositor Józef Olechowski y el músico e intérprete Leszek Zawadka, ambos de origen judío-polaco.

### 1984-1987: Teatro y musicales deBroadway; éxito en conducción, novelas y series de televisión
En 1984, Ávalos obtiene sus primeros protagónicos, en teatro, incluyendo "Fausto musical" y "Jesus Christ Superstar", donde inicia como sustituto en el rol principal de María Magdalena. Alternando con la puesta en escena, la artista obtiene su primer papel recurrente en televisión en el drama del mismo año Te Amo, al lado de la reconocida actriz María Rubio; poco después, Ávalos se convierte en miembro fundador de la agrupación juvenil Flans, derivado de participar en la serie original piloto de dicha agrupación llamada "Fans" tras ganar un casting; Ávalos se retira del proyecto en 1985, justo antes de que el grupo lanzara su álbum debut, siendo sustituida por Ilse. Poco después, Ávalos debuta como conductora en el programa "El Mundo de VideoCentro", al mismo tiempo que graba diferentes demos con los productores Fernando Riba y Kiko Campos, temas proyectados para un álbum solista estilo rock italiano nunca lanzado. Paralelamente, Ávalos es contratada por la multinacional Avon Products para interpretar el rol central en un mini-film para televisión transmitido en 1986 en prime-time hour a través de Televisa; el proyecto, el cual llevó por título Una Canción con Imaginación, fue coprotagonizado por una larga lista de populares actores y cantantes incluyendo Xavier López "Chabelo" y Angélica María, mismo donde tuvo un breve reencuentro con su antigua agrupación Flans. El tema central del proyecto fue Ávalos una adaptación al español del sencillo de 1971 Imagine, original de John Lennon.
Así mismo, Ávalos obtiene el rol principal de Janet Weiss (Chelo Derecho) en el musical "The Rocky Horror Show" con elenco de la serie Cachún cachún ra ra! en papeles de soporte; posteriormente igual estelariza el musical Robin Hood. En el verano del mismo año, Ávalos formó parte del álbum conmemorativo Bienvenidos - Viva México '86 de Plácido Domingo para la Copa Mundial de Fútbol de 1986 de FIFA. El 3 de noviembre del mismo año, Ávalos obtuvo su primer protagónico en el drama El padre Gallo; filmada en Ciudad de Cuetzalan, la actriz interpretó al mismo tiempo los roles de una joven y un joven adolescente, por los cuales fue referida por la crítica como "La nueva Super-Estrella Juvenil". En 1987 obtuvo su primer rol antagónico en la telenovela Tal como somos y posteriormente interpretaría otro antagónico en el drama Tiempo de amar. Posteriormente, antes de publicar su álbum debut, Ávalos ya presentaba un extenso show musical-medley inspirado tanto en el Circuito de Broadway, como en todas las obras musicales que anteriormente protagonizó la artista, incluyendo West Side Story, Jesus Christ Superstar, The Rocky Horror Show y Zoot suit. Así mismo Ávalos, obtiene una vez más un rol protagónico en teatro, en el musical Malinche Opera - Una epopeya musical, retratando al personaje histórico La Malinche, pieza fundamental en la conquista del Imperio Azteca.

### 1987-1994: Warner Bros.,OTI, irrupción internacional "Show de Gala"
Posteriormente, Ávalos consigue una reunión con el entonces director de Hispavox, el productor y escritor español Honorio Herrero, quien previamente trabajó para Palabra de honor el primer álbum de éxito mundial lanzado por Luis Miguel; fue así que después de una reunión entre Herrero y René León (entonces director de Warner México), Ávalos firma un contrato por cinco placas en estudio con Warner Bors. Records. Tras firmar con WEA, se procedió a la grabación de lo que sería su álbum debut, "Ser o no ser", bajo la producción del mismo Honorio Herrero; LP grabado entre España, Inglaterra y Miami; finalmente en el verano de 1988, la producción es lanzada en formato LP y casete, meses después de haber sido finalizada. 
A principios de 1989, el compositor y productor español Juan Carlos Calderón estaba en busca de un nuevo talento femenino en América Latina con el cual escribir y producir diferentes composiciones que no había podido concretar debido a la ausencia de intérpretes que pudieran llevar a cabo dicha tarea tal y como el compositor ibérico lo requería; fue así que a través de una grabación en casete, es como se interesa por la intérprete mexicana; inmediatamente por medio de Warner music España y WEA México, el compositor intenta en reiteradas ocasiones contactarse con Ávalos; poco después a mediados del mismo año ambos logran reunirse en la Ciudad de México y llegan a un acuerdo contractual para comenzar a escribir y producir tales composiciones incursionando en múltiples géneros contemporáneos; posteriormente en el otoño de 1989, su primera placa bajo la dirección de Calderón es finalizada, el álbum llevaría por nombre Amor fascíname, grabado en su totalidad en Madrid, España, la cual sería lanzada internacionalmente en enero de 1990. Poco después, Ávalos realiza su primera participación en el Festival OTI de la Canción, con el tema "Simple y llanamente" del compositor y orquestista Pedro Alberto Cárdenas; siendo eliminada antes de llegar a la etapa final.
A finales de 1990, Ávalos llega hasta la etapa final del Festival OTI, con el tema "Viernes Primero", a la vez que es nombrada por los medios de comunicación como "Show Woman de México". Poco después, le es ofrecido el papel principal en el exitoso filme "Como agua para chocolate", siendo la primera opción del productor Alfonso Arau y la escritora Laura Esquivel. Sin embargo, Ávalos rechazó la oferta debido a la carga de trabajo con su gira internacional.
Para principios de 1991, Ávalos realiza su debut en el cine por medio del largometraje Amor y Venganza, mismo donde ella interpreta el tema central "Cuando estoy junto a Tí"; mientras tanto, Ávalos continúa su gira internacional por Estados Unidos y otros países, recibiendo múltiples reconocimientos; poco después la artista termina la grabación de "Amor Sin Dueño", el último álbum bajo la producción de Calderón y Warner Bros; consecuencia de las continuas disputas legales entre Warner Int. y Televisa sobre la exclusividad de Ávalos; mismas disputas que afectaron a otros artistas y a diversos acuerdos comerciales entre ambos consorcios; finalmente en 1992 el conflicto concluye con la salida de Ávalos de Warner y el fin del veto televisivo contra la artista iniciado en 1987.
Finalmente durante el segundo semestre de 1991, "Amor sin dueño" es lanzado a nivel internacional, grabado en los estudios Sunset Sound Recorders (The Rolling Stones, Led Zeppelin) en Los Ángeles, California, con la colaboración de reconocidos músicos tales como Paul Jackson Jr. o KC Porter. Para 1992, Ávalos emprende la etapa internacional de se gira Amor sin dueño; por otra parte la artista ingresa de nuevo al estudio para grabar «It Had To Be You», su primer lanzamiento Big band oficial, aunque anteriormente incursionó en dicho género dentro de múltiples obras musicales; el tema fue una adaptación al español conducida por el director de orquesta Pedro Plascencia Salinas. Dicho tema se convertiría en el tema oficial de la primera novela de la artista tras cinco años de veto televisivo, misma que llevaría por nombre Tenías que ser tú, por la cual Ávalos obtuvo el estelar principal; el citado drama juvenil se emitió con éxito en diversos países de habla hispana.
Paralelamente, durante 1991 y 1993, la artista se embarca en su gira mundial bajo el concepto de "Show de Gala Internacional", concepto con el cual, Ávalos se convierte en precursora en implementar espectáculos en directo con un enfoque multilingüe y multidisciplinario.
Posteriormente, Ávalos hace múltiples apariciones estelares en programas internacionales; incluyendo una entrevista de larga duración con la conductora cubana Cristina Saralegui. Para 1994, Ávalos realiza una serie de temas para diversas causas sociales, entre ellos el tema «Perdonar», para el cual la artista graba su primer videoclip desde 1992; igualmente, en colaboración con su hermano José Alberto, Ávalos realiza una adaptación al español del tema «Imagine» lanzado originalmente en 1971 por John Lennon; por otra parte la cantante escribe en tributo a La Virgen de Guadalupe el tema «Mi Serenata»; el cual tuvo su estreno durante las celebraciones del 12 de diciembre por parte de Televisa en la Basílica de la Ciudad de México. A finales de ese año, acorde a diversas entrevistas, la artista tenía proyectado un cuarto álbum bajo Warner Bros. orientado hacia diversos subgéneros del dance y pop contemporáneos; debido a su salida de WEA, dicho lanzamiento nunca se concretó. Por otra parte, a iniciativa del cantante José José, el director de cine Raúl Araiza, se contacta con Ávalos, para solicitarle su participación en un ambicioso proyecto cinematográfico, un drama que llevaría por título Perdóname Todo; más tarde, las partes llegan a un acuerdo y la actriz obtuvo el papel protagónico; dicho filme sería el último protagonizado por el llamado "Príncipe de la Canción".

### 1995-1998: Éxito cinematográfico, Sony, folclore y maternidad

#### Perdóname Todo, Reina del Mariachi en México
En enero de 1995, Ávalos comenzó el rodaje del anticipado drama Perdóname Todo; la artista interpretó a una exitosa cantante emergente, víctima de maltrato físico y psicológico por parte de su representante y pareja, un reconocido cantautor en decadencia debido a un grave problema de alcoholismo, interpretado por José José; en el proyecto igualmente participaron actores de reconocimiento mundial tales como Claudio Brook y Sergio Jiménez; el filme ocupó el primer lugar después de su premier el 26 de mayo del mismo año, convirtiéndose en la época, en el filme que más recaudó en su primer fin de semana de estreno, y el que más semanas permaneció en cartelera hasta esa fecha en México; siendo positivamente recibido por la crítica especializada. El drama fue una semi-autobiografía tanto para José, quien a ese momento ya había dejado por completo sus adicciones, como para Ávalos, a quien le había acontecido una situación similar al del filme tanto contractual como profesionalmente. Por otra parte, ambos, fueron los encargados de proporcionar toda la banda sonora de dicha película, incluyendo el exitoso dueto «Te quiero así».
Por otra parte, Ávalos es nombrada "Reina y Madrina del Mariachi de México 1995" por los medios de comunicación, iniciando oficialmente así, su etapa profesional dentro del género ranchero durante el "II Encuentro Internacional del Mariachi" celebrado en Guadalajara, Jalisco. Paralelamente, la artista lanza bajo Universal music, el bolero «Para olvidarme de ti»; el track se mantendría en las listas del adulto contemporáneo desde la Navidad de 1995 hasta la primavera de 1996, además conseguiría notabilidad por marcar oficialmente el fin de una etapa de éxito internacional ininterrumpido dentro del mercado pop/rock mainstream iniciada en 1987 cuando se encontró por vez primera con el director Ibérico de Hispavox Honorio Herrero;
Ávalos presentaría oficialmente «Para olvidarme de ti» en horario prime time durante el reconocido show internacional musical Siempre en Domingo; igualmente este marcaría la última interpretación en el histórico programa semanal de uno de los mayores éxitos en el mercado pop-rock de principios de la década de 1990, la balada «Como Puedes Saber». Posteriormente, Ávalos enfocaría su carrera musical por varios años al género folclórico-latino. A finales de año, bajo el sello Sony music, Ávalos participa en una serie de álbumes tributo al fallecido intérprete Javier Solís, popularmente conocido como "El Rey del Bolero Ranchero", destacando el tema «Ojitos Traidores», por el cual la cantante incursiona dentro del cante flamenco.

#### Mi corazón se regalay repunte televisivo
A principios de 1996, Ávalos obtiene el antagónico estelar en el drama policial Morir dos veces, compartiendo créditos con Eduardo Palomo; la artista interpretó a un agente investigador federal, recibiendo entrenamiento especializado para interpretar su papel. Poco después, Ávalos recibe por segundo año consecutivo el reconocimiento como "Reina y Madrina del Mariachi de México". Posteriormente, después de enviar varios demos a diferentes discográficas, Ávalos firma, bajo recomendación del reconocido cantante vernácula Vicente Fernández con el sello Sony music para Latinoamérica y Epic records para el mercado norteamericano. Así mismo, la artista emprende su primer tour enteramente con repertorio folclórico, emprendiendo una gira compartida con el citado "Rey de la Música Ranchera"; posteriormente Ávalos finaliza dicha gira para cuidar de su embarazo y avocarse a la preparación del lanzamiento oficial de su primer álbum folclore "Mi corazón se regala"; paralelamente, la cantante realiza el tema «Siembra Dulzura», adaptación al español del clásico de Walt Disney «Song of The South», original de 1946; todas las regalías fueron donadas a la comunidad del Pueblo Tarahumara.
A mediados de dicho año, Ávalos dio a luz a su hija, Valentina Benaglio Ávalos; al mismo tiempo, Ávalos decide dejar por unos meses su labor profesional, para dedicarse de tiempo completo, al cuidado de su recién nacida, al lado de su esposo Giovanni Benaglio. Más tarde, la artista declaró "El primer llanto de mi hija, es algo que recordaré para toda mi vida". Finalmente, en el otoño de 1996, Ávalos publica su primer álbum de larga duración orientado a la música folclórica "Mi corazón se regala", bajo Sony music en América Latina; para el mercado norteamericano, el lanzamiento se haría hasta el 18 de febrero de 1997 bajo Sony-Epic. Tras finalizar en el verano de 1998 su primera gira orientada enteramente a la música folclore, la cual se prolongó por 3 años desde 1995, Ávalos obtuvo el crédito principal en la novela Soñadoras, uno de los dramas juveniles más exitosos de la década de 1990.

### 1999-2009: Big Band, retorno al teatro yViña del Mar
Para 1999, Ávalos retoma sus presentaciones en vivo, emprendiendo una gira que incluía un espectáculo en directo a gran escala; por otra parte la artista protagoniza el largometraje Maldito Amor: Demasiado Tarde, filmada exclusivamente para el mercado Norteamericano, siendo distribuida por Univision Communications. Por otra parte, Ávalos regresa a los escenarios teatrales, obteniendo nuevamente el papel protagónico; en dicha ocasión interpretaría a Doña Inés de Ulloa, en el drama religioso-romántico Don Juan Tenorio. Para el fin de milenio, Ávalos fue contratada por la firma Casa Pedro Domecq-Pernod Ricard, para ser la imagen oficial de la campaña publicitaria a gran escala hacia la entrada del siglo XXI, que incluyó la realización del sencillo «La danza del milenio», mismo que fue acompañado de un short film de alta producción, el cual tuvo su premier mundial en noviembre de 1999.
A principios del nuevo milenio, Ávalos fue la encargada de retratar el antagónico principal dentro del exitoso drama televisivo Siempre te amaré, en el cual encarnó a una asesina serial que adopta múltiples personalidades; dicha producción significaría la consolidación de la artista dentro del mercado televisívo de Europa Oriental, los países bálticos y Asia menor. Poco después, la artista volvería a retratar el protagónico, Doña Inés de Ulloa, esta vez en la versión satírica de la puesta en escena Don Juan Tenorio. Más tarde en 2001, Ávalos lanzaría una exhibición fotográfica, en la cual la artista abordó temas de crítica social tales como la contaminación, conflictos mundiales, el acoso sexual y la manipulación de los medios de comunicación; dicha exhibición nombrada Sexaciones fue atendida durante su estreno por múltiples personalidades incluyendo el llamado fundador de la Generación de la Ruptura, el pintor y escultor José Luis Cuevas; Ávalos donaría las regalías a fundaciones para el tratamiento de enfermedades terminales tales como el VIH/sida y el cáncer de mama. Paralelamente, la artista vuelve al modelaje, por medio del gobierno del estado de Quintana Roo, siendo firmada para promover el turismo en dicha entidad, campaña para la cual la artista escribe e interpreta el tema «Mi Quintana Roo», mismo que fue acompañado de un video promocional para ser transmitido en televisión oficial.
En 2002, Ávalos regresa al estudio para terminar de grabar su próximo álbum, el cual la propia artista calificaría de innovador y juvenil, mismo que incursionó dentro de los géneros rock, pop, dance, pop latino y electrónica, siendo grabado en 3 diferentes idiomas incluyendo en inglés e italiano; dicha placa la cual sería nombrada Evolución, sería cancelada indefinidamente tras la salida de Ávalos de los sellos Sony en Latinoamérica y Epic en Estados Unidos. Para 2003, Ávalos realiza una serie de pilotos televisivos basados en una idea original propia de la artista, mismos que esperarían la aprobación de Televisa para su transmisión en prime time hour; paralelamente, la artista continúa enviando demos pertenecientes a su maqueta Evolución a diferentes sellos discográficos, al tiempo que continuaba su gira lo que restaba del año.
En 2004, después de un periodo de 3 años de múltiples conflictos profesionales y personales, Ávalos regresa a los papeles protagónicos en televisión, interpretando el antagónico principal en el drama Apuesta por un amor. Posteriormente, el envío de demos a diferentes discográficas se da por terminado, cuando el reconocido sello de música clásica y de catálogo Orfeón firma con la artista a finales de dicho año. Posteriormente en 2005, Ávalos recibió una oferta por parte de la cadena Norteamericana ABC Studios, para interpretar un papel estelar regular dentro de la exitosa serie Desperate Housewives; Ávalos rechazaría el papel debido a compromisos laborales y para mantenerse al cuidado de su hija Valentina, decidiendo no mudarse a Los Ángeles, Ca.
Durante el verano de 2005, Ávalos se convertiría en pionera del Big band contemporáneo en América Latina, al realizar su primer álbum de larga duración orientado en su totalidad hacia el ensamblaje clásico-instrumental jazz-swing-blues.
En febrero de 2006, Ávalos entra oficialmente en la Competencia Internacional del Festival Internacional de la Canción de Viña del Mar, para la cual, el compositor de raíz chilena Kiko Campos en colaboración con Mario Molina "Moro", escriben la power-ballad «Arder»; la ejecución de Ávalos recibió críticas positivas por parte del jurado y los asistentes del anfiteatro de la Quinta Vergara, llegando hasta la etapa semifinal de dicha eliminatoria sobre los representantes del Reino Unido, Estados Unidos e Italia. Posteriormente, Ávalos vuelve a los escenarios teatrales para protagonizar la comedia satírica Una mujer compartida, más tarde, la artista participa como miembro del reality musical Cantando por un Sueño. En 2007, Ávalos comienza a escribir y grabar diversos temas, que más tarde formarían parte de su séptimo álbum en estudio Te sigo queriendo, el cual originalmente estaba proyectado para lanzarse a finales de ese mismo año, sin embargo debido a problemas por el sello discográfico, dicho lanzamiento se retrasaría por siete años. En 2008, la actriz vuelve a los sets cinematográficos para comenzar a filmar la comedia Un tigre en la cama, por la cual, la artista obtuvo el papel coestelar. El estreno de dicha película se llevaría a cabo en febrero de 2009. Más tarde en septiembre de dicho año, Ávalos presentaría un espectáculo masivo en el Centro Histórico de la Ciudad de México, por motivo de la celebración de la independencia, a petición del jefe de Estado Mexicano Felipe Calderón Hinojosa.

### 2010-presente: Cinema-TV Streaming, Teatro en 4D & Avant Garde

#### México Lindo y Querido,Te sigo queriendoy EDM
Iniciando la década del 2010, Ávalos se convierte en el acto principal durante la primera carrera automovilística nocturna organizada en América Latina por la National Association for Stock Car Auto Racing-NASCAR; el evento se celebró en México; adicionalmente la cantante fue la encargada de interpretar el Himno Nacional Mexicano durante la ceremonia de apertura de la Pennzoil 240 racing competition-2010 NASCAR Corona Series celebrada el 23 de mayo de dicho año. Paralelamente, Ávalos firma un contrato discográfico con "Discos Continental"; la artista previamente se unió al concepto "Ellas las Divas", conformado por las cantantes Lila Deneken y Ana Cirré, mismo que al momento de la integración de Ávalos se conformaría en supergrupo, el cual lanzaría el álbum Como Dos Tragos de Tequila apoyado por una exitosa gira de dos años. Por otra parte, Ávalos continuó realizando apariciones en televisión, como invitada especial estelar, incluyendo la serie de comedia Humor a quien humor merece, durante el episodio "El Padre Ramón".
En el verano de 2011, la artista proporcionaría uno de los temas centrales para la novela Esperanza del corazón, misma donde igualmente interpretaría uno de los roles centrales; el tema musical fue una adaptación al género regional mexicano, de su composición rock-pop de 2007 «Te sigo queriendo», tema de su propia autoría que para ese entonces aún no había sido lanzado oficialmente. Iniciando 2012, el sello internacional Columbia Records, finalmente realiza el álbum de estudio orientado hacia el pop-rock, bolero y ritmos latinos "Una mujer", cuyo lanzamiento había sido suspendido indefinidamente a finales de la década de 1990. Así mismo, Ávalos obtiene un papel estelar como invitada especial dentro de la serie de televisión estadounidense de antología-horror Historias Delirantes, para EstrellaTV-Liberman Broadcasting. Para 2013, Ávalos emprende un nuevo proyecto estelar en Televisa, en el cual interpretaría a una asistente médica en una serie temática que llevaría por nombre Nueva Vida, misma que abordaría temas de salud reproductiva, femenina y de maternidad. Dicha emisión sería nominada a diversos premios de la televisión en español; más tarde a finales de dicho año, Ávalos se reuniría a otros triunfadores del Festival Internacional OTI tales como Gualberto Castro y Manoella Torres para emprender un proyecto denominado "Amantes en Concierto", el cual incluiría una gira internacional y la preparación de un álbum compilatorio.
A principios de 2014; Ávalos vuelve a colaborar después de casi 20 años con José José, mediante una participación estelar especial dentro del musical-homenaje Amar y Querer, dedicado al llamado Príncipe de la canción. Para el otoño de dicho año, después de 7 años de haberse grabado inspirado en el movimiento emo de dicha época, sale a la venta el séptimo álbum en estudio de Ávalos, el cual llevó por nombre definitivo Te sigo queriendo; de dicha placa se desprendieron diferentes cortes promocionales, siendo los temas que consiguieron mayor recepción, las baladas «Amor de Mujer», «De Fuego a Hielo» y «Mi Primer Amor» (adaptación del tema «Dos Veces», originalmente compuesto por la propia artista en 1982); sin embargo, el tema que consiguió mayor difusión fue la pista titular «Te sigo queriendo», tema inspirado en el movimiento rock-pop de los años 1990.
Para 2015, tras estelarizar diversos episodios dentro de múltiples series de televisión y antagonizar en la telenovela Que te perdone Dios, Ávalos da por terminada su gira al lado de otros artistas para emprender de nuevo un tour solista, el cual incluyó un proyecto a gran escala llamado México, Lindo y Querido, espectáculo que contó con la participación interactiva de múltiples comediantes, bailarines, extras e intérpretes, incluyendo Darío T. Pie y Alberto Ángel «El Cuervo»; por otra parte, el show contó con la inclusión de sketches cómicos y una demostración en vivo del Rito de los Voladores de Papantla; para las interpretaciones en directo, Ávalos contó con el apoyo del Coro de las Niñas Villas de Chalco, fundación en apoyo a infantes en condiciones de orfandad y abandono. Dicho espectáculo masivo, tuvo su debut en el Teatro Blanquita de la Ciudad de México el 15 de septiembre del mismo año. Para 2016, Ávalos da continuidad a su gira musical orientada hacia sus éxitos pertenecientes a su etapa de música bolero y ranchera, incluyendo su presentación estelar el 5 de septiembre del mismo año en la explanada del Palacio de Bellas Artes durante el primer homenaje luctuoso al reconocido cantautor mexicano Juan Gabriel, quien habría fallecido pocos días antes. Poco después, la artista lanza Te Sigo Queriendo (Remixes), el primer volumen de la serie de "álbumes remixes", orientados hacia las nuevas corrientes del electronic dance music; dichas series serían mundialmente distribuidas a través de las más importantes plataformas digitales incluyendo ITunes-Apple Music.
En 2017, Ávalos intensifica su gira promocional perteneciente a sus recientes proyectos "Remixes Series", la cual, además de incluir ejecuciones dentro del género EDM, abarcó la mayoría de los géneros en los cuales la artista ha incursionado a lo largo de su carrera, incluyendo sus mayores éxitos orientados a las corrientes, pop, rock-pop, new wave, bolero, ranchero, big band y R&B entre otros; dicho tour incluiría presentaciones tanto en centros nocturnos como conciertos masivos, incluyendo su presentación estelar durante el concierto anual a favor de los derechos de la comunidad LGBTTTI, llevado a cabo en el Zócalo de la Ciudad de México frente a una audiencia aproximada de 100, 000 personas. Poco después, en junio del mismo año, la artista lanza el segundo volumen de su serie de álbumes EDM, titulado De Fuego A Hielo (Remixes), el cual contendría la versión pop-rock original más 10 versiones electrónicas mezcladas por múltiples disc jockeys contemporáneos. Posteriormente, Ávalos recibiría por parte de la Asociación Nacional de Actores (ANDA), la mención honorífica y el premio especial a la trayectoria por más de 35 años de carrera artística en cine, teatro y televisión; la artista dedicaría el premio a su familia y padres cuando le fue entregada la presea el 7 de agosto de 2017.

#### Capricho-LivExperience,México MajestuosoyEvolución
En enero de 2018, Ávalos, quien ostenta el reconocimiento de embajadora internacional del Mariachi de México, funge como anfitriona y encargada de entregar el reconocimiento "Reina del Mariachi", durante el Encuentro Anual Internacional del Mariachi, celebrado en la Ciudad de México.
Por otra parte, la artista tiene proyectado ingresar de lleno dentro la nueva era de programación y entretenimiento digital Streaming-Multimedia de la mano de un número de filmes y series, incluyendo los largometrajes El Boxeador, los filmes del género de horror El Nahual y Vacaciones de Terror-La Reunión, además del drama de aventura CasinoMx entre otros, para los cuales la artista ha sido firmada en todos los casos para interpretar el personaje central.
En agosto de 2018, Ávalos da inicio a una nueva etapa profesional y artística en su carrera, en la cual se da su retorno estelar dentro de diferentes rubros de la industria del entretenimiento; inicialmente en la rama musical, con la grabación de su primer box-set de dos volúmenes intitulado "México Majestuoso"; en segunda instancia con el anuncio oficial de su retorno protagónico al teatro de alta producción después de 18 años a través de "Capricho..Live Experience", en tercera instancia su regreso estelar a la cinematografía de alta producción después de 23 años y en cuarta instancia su debut en el entretenimiento digital a través del proyecto Casino MX; Ávalos dio inicio oficial a dicho ciclo el 21 del mismo mes, durante su presentación en la séptima edición del "Booking Management Brokers" de la Ciudad de México, llevado a cabo en el Auditorio Nacional. El 31 de agosto, Ávalos hace el lanzamiento mundial oficial vía digital de la octava publicación de larga duración en estudio de su carrera intitulada México Majestuoso; misma que se convertiría en su primer lanzamiento doble, con motivo de su reciente nombramiento como Embajadora Internacional del Mariachi de México y el 208 y 108 aniversario de la Independencia y revolución respectivamente en dicho país; el álbum en su totalidad fue grabado en una sola toma en directo con músicos en vivo en el estudio. Cada uno de los dos volúmenes consta de 10 composiciones de autoría propia, además de una selección de los más emblemáticos y representativos temas folclore a lo largo de la historia musical de México; publicación que igual, rinde homenaje a varios de los intérpretes y autores más destacados del siglo XX, incluyendo José Alfredo Jiménez, Juan Gabriel, Lola Beltrán y Jorge Negrete por destacar algunos; como bonus track, contiene una adaptación del éxito internacional de Pixar "Recuérdame", banda sonora original del blockbuster internacional de 2017 Coco.
Para finales de septiembre del mismo año, Ávalos concretaría uno de los proyectos más ambiciosos de su carrera actoral e interpretativa, este se daría a través de su retorno a los circuitos teatrales de alta producción, mediante su interpretación de uno de los personajes centrales en la puesta en escena, "Capricho..Live Experience", donde la tecnología en 4D, las artes y la música se amalgamarán para ofrecer un espectáculo calificado por los medios como un "nuevo concepto escénico e innovador nunca antes intentado en México y otros países de habla hispana"; de acuerdo a la producción organizadora, se proyecta como un "parte-aguas" en el concepto del espectáculo en vivo y en directo; que en presupuesto y ejecución esta a la par de las producciones más importantes de los circuitos teatrales de Londres, Viena, Las Vegas, Broadway y off-Broadway en Nueva York; Capricho consistirá en un proyecto de innovación conocido como "Experiencia en Vivo" multi-sensorial, auditiva, visual y multimedia, efectivo tanto para los intérpretes, como para la audiencia asistente.
La puesta en escena, es una adaptación del best seller internacional ganador del Premio Pulitzer La Canción de Rachel, publicación de 1969, original del autor cubano Miguel Barnet, basado en hechos reales ocurridos durante uno de los periodos más catárticos de la historia moderna Iberoamericana, La Habana de la Cuba pre y posrevolucionaria, retratando la acentuada marginación a la cual estaba sujeta la mujer perteneciente al sector social cubano más vulnerable, periodo en el cual paralelamente se dio inicio, auge y decadencia del espectáculo nocturno latino, históricamente conocido como "La época dorada del Cabaré". Ávalos alterna complejas habilidades actorales e interpretativas, mediante composiciones musicales propias de la artista orientadas a matizar cada episodio anímico y físico del personaje al cual encarnará, "Doña Mariquita", madre del personaje principal, mujer que atraviesa por complejos y autrodestructivos periodos emocionales y físicos desde su juventud hasta su vejez y prematura muerte a raíz del problemático distanciamiento con su hija "Isabel Capricho", una joven "vedette" humilde y ambiciosa en busca de fama y reconocimiento. El 25 de octubre del mismo año se llevó a cabo la premier mundial del concepto de última generación multimedia "LivExperience" ante patrocinadores y medios de comunicación internacionales, la cual contó con la asistencia de un extenso número de personajes del ámbito político, artístico y empresarial; el día 26 del mismo mes "Capricho" oficialmente comienza funciones regulares con localidades agotadas en el Gran Teatro Molière de la Ciudad de México.

 Posteriormente, por vez primera desde el año 1991, Ávalos realiza un lanzamiento comercial en contexto de la conmemoración de las fiestas navideñas y el año nuevo; el tema, el cual llevó por título "Solo Un Milagro", igualmente se convirtió en el primer Christmas estándar de composición lírica y musical original de la artista. 
En abril de 2019, Ávalos asistió a la ciudad de Nueva York como invitada especial del tenor español Plácido Domingo, el cual conmemoró el 18 del mismo mes sus 50 años de carrera artística con magno concierto en dicha ciudad norteamericana; ambos artistas se conocieron por vez primera en 1986, cuando juntos colaboraron en la grabación del álbum oficial conmemorativo del Mundial FIFA México 86'.
El 18 de mayo de 2019, Ávalos se presenta ante una audiencia de más de cinco mil asistentes en la ciudad de Querétaro, evento en el cual le acompañaron otros reconocidos artistas tales como Lucía Méndez, Laureano Brizuela, Tatiana o Arianna; dicho espectáculo significaría el arranque preliminar de la nueva etapa multidisciplinaria New Age/Avant Garde contemporáneo Evolución, proceso iniciado por Ávalos el 14 de diciembre de 2018 en la Ciudad de México, cuando la artista presenta por vez primera un espectáculo multidisciplinario audiovisual desde que ella diera por concluido el "Show de Gala Internacional" a mediados de la década de 1990; por otra parte, la presentación en directo del concepto Evolución, añade elementos de innovación, incluido el Digital Multimedia Broadcasting y revoluciones conceptuales, tales como el Storytelling en tiempo real para audiencias moderadas y masivas; concepto iniciado en el pasado milenio únicamente para audiencias reducidas a través de las cadenas mundiales MTV y VH1.
El 23 de agosto de 2019, Ávalos encabezó el primer homenaje masivo en vida que se le ofrecerá a la primera actriz e intérprete María Victoria, considerada uno de los pilares de la época de oro del cine mexicano, evento en el cual participarán adicionalmente más de 60 artistas de Europa, centro y Sudamérica; el multitudinario evento electroacústico igualmente fungirá como gala inaugural de la IV edición del Festival Mundial del Bolero, mismo que se desarrollará en el Centro Histórico de la Ciudad de México.
El 24 de abril de 2021, es decretado por el Honorable Congreso de la Unión de la Federación en México como el Día Nacional de la Música Tradicional Mexicana, para el cual Alejandra Ávalos es nombrada como la primera representante y madrina de dicha conmemoración cultural en la historia de México; mismo día en el que Ávalos realizó un homenaje folclórico en vivo y en directo en las inmediaciones de la localidad prehispánica de Teotihuacán, acompañada de músicos especializados en música tradicional, el tenor Héctor Gamaliel y agrupaciones profesionales de ballet folclórico. En febrero de 2022, Ávalos lanza el sencillo «Será», escrito y producido por Cristina Abaroa,el cual marcaría su regreso a la balada romántica; posteriormente Ávalos de integra el verano de ese año al elenco principal de la segunda temporada de MasterChef Celebrity México, haciendo su debut el 25 de agosto del 2022; destacando por prepara el platillo mejor evaluado del episodio de estreno de la competencia; posteriormente la cantautora superó todas las fases de nominación y eliminación directa, logrando llegar hasta la etapa definitoria el 18 de diciembre del mismo año durante la Final de la competencia, compartiendo el pódium de los triunfadores de Master Chef Celebrity México, en la cual estuvo acompañada de su hija, la modelo y ejecutiva empresarialnewyorkina Valentina Benaglio.

### Obra y esfuerzos humanitarios

#### Legado e influencias

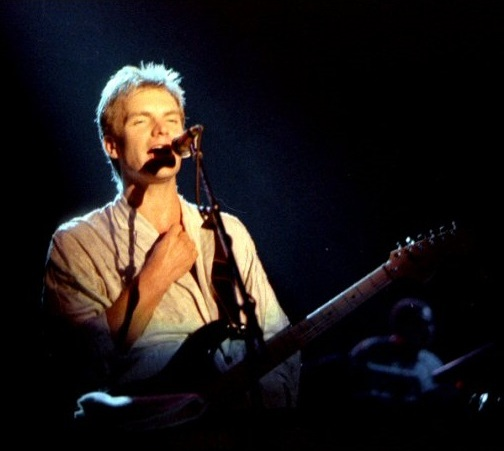
Sting, una de las principales influencias musicales de Ávalos en el periodo 85-91

A través de su carrera como intérprete, solista, actriz y compositora, Ávalos ha sido influenciada por diversos actos, principalmente de origen europeo y norteamericano; en el rubro musical, la artista inicialmente mostró una marcada influencia de la nueva ola New Wave y New Romantic británicos tales como The Police, Sting o Spandau Ballet; igualmente sería marcada por la primera corriente de representantes de España en el Festival de Eurovisión, tales como Mocedades, Jeanette, Raphael y el propio Juan Carlos Calderón, quien años más tarde se convertiría en el artífice del salto al éxito internacional de Ávalos.
Desde sus inicios en la industria del entretenimiento a principios de la década de 1980, Ávalos a incursionado en una vasta gama de corrientes artísticas incluyendo la composición, la actuación, el canto, la producción, la conducción, el modelaje y la dirección por mencionar algunas, esto le ha merecido erigir una reputación como una de las artistas más versátiles y multidisciplinarias emergidas después de la época de oro del cine y las artes nacionales. A través de dicho periodo, Ávalos igualmente a emprendido una variedad de proyectos de innovación que a la postre han fungido como influencia y referencia para artistas y actos posteriores.

#### Filantropía
Desde su acenso en popularidad a mediados de la década de 1980, Ávalos ha incursionado en diversos esfuerzos humanitarios y altruistas, enfatizando en problemáticas de índole social-marginal y de salud tales como el sida, el cáncer de mama y cervico-uterino, pueblos indígenas y pobreza extrema, infantes en condición espécial, intolerancia y discriminación, minorías y derecho de los animales entre otros.

## Discografía

### Álbumes en estudio

#### Ser o no ser  (1988)
Ser o no ser es el álbum debut en solitario de la cantautora Alejandra Ávalos, publicado por Warner Bros. en 1988. La placa significó el salto definitivo a la fama y reconocimiento musical de la artista tras siete de su primera incursión en la industria a través de La Voz del Heraldo-1980. Bajo la producción del director de Hispavox, Honorio Herrero, el LP fue grabado entre España, Inglaterra y Miami; finalmente en el verano de 1988, la producción es lanzada en formato LP y casete, meses después de haber sido finalizada. se mantuvo en las listas de popularidad por casi dos años, de la mano de sencillos que recibieron alta demanda, tales como la pista titular, «Ser o no ser» y «Número 1», temas orientados hacia la vanguardista corriente New wave Británica, New romantic; la power ballad «Punto Final» y las baladas adult contemporary «Tren Tren Tren» y «Tu Hombre Yo Niña», este último se convirtió en el sencillo más vendido del álbum, el cual contó con un clip promocional con la participación del ídolo del rock & roll de finales de los sesenta, Roberto Jordan; dicho clip fue filmado para su transmisión exclusiva en el show internacional Siempre en Domingo; por otra parte se lanzaron solo como cortes promocionales los temas «Valiente», «Para Decir Te Quiero» y «Corazón al Viento», para este último fue filmado un corto, el cual Ávalos rodó al lado de artistas reconocidos de finales de los años 1980s, tales como Lucero, Lara & Monárrez y Antonio de Carlo. La publicación de los cortes promocionales finales del álbum, coincidiría con el lanzamiento de Amor fascíname, a principios de la década de 1990, bajo la producción de Juan Carlos Calderón.

#### Amor fascíname(1990)
Amor fascíname es el segundo álbum en solitario de Alejandra Ávalos, publicado por Warner Bros. en enero de 1990. La placa superó ampliamente en ventas y difusión a su predecesor de 1988. En enero de 1990, es lanzado oficialmente «Amor fascíname», el primer sencillo 7" del álbum del mismo nombre; inicialmente el tema fue concebido e interpretado por el propio Calderón como una composición instrumental de Jazz en Saxofón; posteriormente el compositor español le muestra la pista a Ávalos; es en ese momento cuando ambos proceden a agregarle instrumentos y letra adicionales, para su posterior lanzamiento al mercado como sencillo comercial; el tema alcanzó en pocas semanas alta rotación airplay en España, México y el resto de LatinoAmerica, mismo que se convertiría en uno de los sencillos más vendidos de principios de la década de 1990. A pesar de no haber contado con un video oficial, Amor fascíname contó con 3 clips promocionales que alcanzaron alta rotación en televisión nocturna. Poco después, Ávalos grabaría su primer video musical de forma oficial, para lo que sería su siguiente sencillo, la power ballad «Contigo o sin Ti», la cual emularía el éxito del sencillo antecesor, logrando gran recepción en la radio hispana y canales televisivos de música; 5 años más tarde, Ávalos volvería a filmar un clip especial del tema, para su inclusión dentro del filme Perdóname todo. 
Otros sencillos que alcanzaron un éxito similar fueron «Casualidad» y «Lo que Pasó Pasó». Posteriormente es lanzado solo con fines promocionales el corte «Dos Veces», este tema fue compuesto originalmente por Ávalos en 1982.
Alternado con dichos sencillos, Ávalos lanza a la venta el tema new wave «Ámame Hoy» a dueto con Luis Gatíca y escrito por el cantautor argentino Luis Ángel. Por otra parte, la artista graba a dueto con la ganadora de Valores Juveniles, Marianne, una versión en español del éxito de Sting «We'll Be Together».

#### Amor sin dueño(1991)

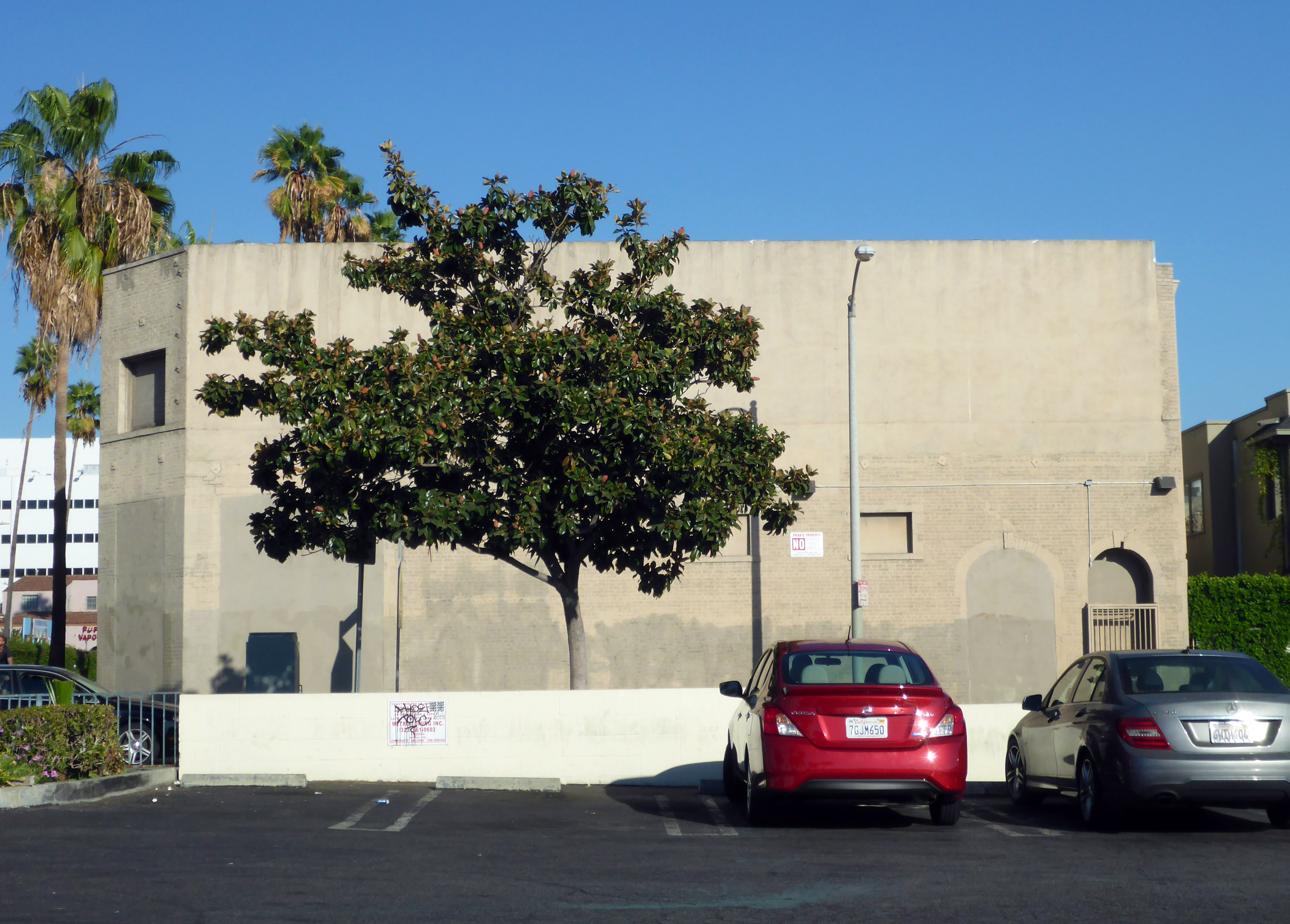
Ávalos graba entre 1990 y 1991 su último álbum bajo la producción conjunta Warner Music/Juan Carlos Calderón en Sunset Sound Recorders, Hollywood, CA; histórico estudio donde artistas tales como Led Zeppelin, The Doors, Prince o The Rolling Stones grabaron sus álbumes de mayor certificación por la RIAA

Amor sin dueño es el tercer álbum de Alejandra Ávalos, publicado por Warner Bros. en 1991. La placa significó la consolidación de la artista a nivel internacional, iniciando de la mano del álbum, su primera gira mundial a gran escala. grabado en los estudios en:Sunset Sound Recorders (The Rolling Stones, Led Zeppelin) en Los Ángeles, California, con la colaboración de reconocidos músicos tales como Paul Jackson Jr. o KC Porter; el álbum obtuvo un éxito mayor al de sus antecesores, de la mano de sencillos tales como el primer sencillo «Aparentemente», la pista titular «Amor sin dueño», «No No No», u «Obligame»; sin embargo los mayores éxitos del álbum serían el góspel «Para Que Engañarnos», y principalmente la composición soul-adult contemporary «Como Puedes Saber», un éxito en la radio y los canales musicales de televisión durante 1991 y 1992. Dicho álbum sería lanzado meses después el 18 de febrero de 1992 en los Estados Unidos.
Posteriormente, continúan los conflictos entre Televisa y Warner Bros. por la exclusividad de la artista; a pesar de ello, a finales de 1991, Ávalos lanza el jingle navideño «Tu-Ru-Ra» (adaptación del Standard de 1946 «Sleigh Ride», junto con el entonces emergente cantante de rock Fher, para Warner music, tema que alcanzó notabilidad por ser el primer dueto en la carrera del vocalista de la banda de rock Maná. Alternadamente, Ávalos lanza el sencillo «Diciembre 25», el cual fue interpretado en colaboración con otros artistas. Para 1992, Ávalos emprende la etapa internacional de se gira Amor sin dueño; por otra parte la artista ingresa de nuevo al estudio para grabar «It Had To Be You», su primer lanzamiento Big band oficial, aunque anteriormente incursionó en dicho género dentro de múltiples obras musicales; el tema fue una adaptación al español conducida por el director de orquesta Pedro Plascencia Salinas. Dicho tema se convertiría en el tema oficial de la primera novela de la artista tras cinco años de veto televisivo, misma que llevaría por nombre Tenías que ser tú, por la cual Ávalos obtuvo el estelar principal; el citado drama juvenil se emitió con éxito en diversos países de habla hispana.
Ávalos continuaba con su gira musical bajo el concepto "Show de Gala Internacional", misma que obtuvo gran éxito, a través de LatinoAmérica y Estados Unidos por su inclusión de múltiples géneros musicales tales como el rock, funk, R&B, Bolero, Big Band, adult contemporary y dance entre otros, además de múltiples cambios de vestuario e idiomas. Esta gira incluyó sus reconocidas presentaciones con localidades agotadas en el entonces mayor centro de espectáculos nocturno de México "El Patio" a principios de 1993.

#### Mi corazón se regala(1996)
Mi corazón se regala es el cuarto álbum en solitario de Alejandra Ávalos, y el primero en incursionar dentro del género folk, publicado en 1996. Tras su salida de Warner Bros. Records en 1993, la artista comienza a enviar varios demos a diferentes casas disqueras; posteriormente, tras 3 años de trabajo independiente, Ávalos firma, por medio de la recomendación del reconocido cantante vernácula Vicente Fernández con el sello Sony music para Latinoamérica y Epic Records para el mercado norteamericano. El reconocido intérprete tomaría tal decisión tras quedar impresionado de la ejecución musical de Ávalos acompañada de instrumentos de cuerda y viento y de un mariachi de reconocimiento internacional en un especial de televisión nocturno de Televisa. Tras dicho acercamiento profesional entre ambos, es como deciden emprender un tour internacional enteramente con repertorio folclórico; el tour de la artista al lado del "Rey de la Música Ranchera" se prolongaría hasta el verano de 1996, cuando Ávalos finaliza dicha gira para cuidar de su embarazo y avocarse a la preparación del lanzamiento oficial de su próximo álbum. 
Finalmente, en el otoño de 1996, Ávalos publica su primer álbum de larga duración orientado totalmente a la música folclórica intitulado "Mi corazón se regala", bajo el sello Sony music en América Latina; para el mercado norteamericano, el lanzamiento se realizaría hasta el 18 de febrero de 1997 bajo Sony-Epic Records; de dicho álbum se desprenderían 4 exitosos sencillos, incluyendo la pista titular y primer corte «Mi corazón se regala», para el cual se filmaría el primer video oficial de la artista resaltando el orgullo nacional y cultura mexicanas; a este sencillo le sucederían los cortes «Si Tu Cuerpo» y «Pena Negra»; para promocionar tales lanzamientos, Ávalos, decidió continuar con su gira como acto principal, misma que inicialmente comenzó en 1995 al lado de Vicente Fernández; dicho tour se extendería hasta 1998. Para 1997, después de su breve retiro, Ávalos se convierte en la imagen oficial para Televisa Monterrey bajo el slogan "La fuerza de la Imagen"; por otra parte, la artista continúa con la gira y promoción de su más reciente álbum, incluyendo el lanzamiento del exitoso sencillo «Ayer Hablé con mi Orgullo», mismo que se convertiría en el primero del disco para el mercado norteamericano, para el cual fue filmado un video oficial para Estados Unidos. 

#### Una mujer (1998)
Una mujer es el quinto álbum de Alejandra Ávalos, programado para su lanzamiento original en 1998; lanzado 14 años después en 2012 bajo el sello Sony Music-Columbia Records (US version). Entre 1997 y 1998, Ávalos termina de grabar lo que se supondría ser su quinto álbum de estudio, tras un corto receso de casi dos años en su carrera.
Dicha placa contó con la colaboración del escritor colombiano Kike Santander; el lanzamiento fue originalmente planeado para coincidir con el estreno del melodrama juvenil Soñadoras, cuyo papel principal fue interpretado por la misma Ávalos; inclusive, la artista grabó para dicha novela y el álbum un tema igualmente intitulado "Soñadoras", el cual fungiría originalmente cono tema principal de dicho melodrama; sin embargo, debido a un cambio repentino de directivos de la filial de Sony Music en América Latina, la nueva administración, a días del lanzamiento de dicha placa, decidió encarpetar indefinidamente el álbum de Ávalos sin previo aviso; 14 años más tarde, el álbum sería lanzado bajo el título Una mujer, bajo el sello internacional Columbia Records. El álbum sería el primero en la carrera de Ávalos en amalgamar ritmos sudamericanos y acústicos, con el bolero y la música bailable/dance contemporánea.

#### Radio Diva(2005)
Radio Diva es el sexto álbum de Alejandra Ávalos, publicado en 2005 por Orfeón. La artista se convertiría en pionera en los países de habla hispana en incursionar dentro del mercado mainstream a través del género Big Band/Jazz. Anteriormente durante finales de la década de 1980 y principios de los años 1990, la artista ya había incursionado en dichos ritmos mediante sus obras musicales basadas en Broadway e «It Had To Be You»; el álbum llevaría por nombre Radio Diva; mismo que fue grabado y producido en las ciudades de Nueva York y México; de dicha placa, serían los temas «Enamorada», « Green Eyes - (Aquellos Ojos Verdes)» y «Quizá, Quizá, Quizá» los que conseguirían la más alta demanda. La premier internacional se llevaría a cabo mediante el sistema mundial de televisión SKY-News Corporation, mientras Ávalos participaba como concursante dentro del reality show Big Brother VIP Celebrity el día 23 de abril de 2005; la presentación oficial ante medios de comunicación y prensa escrita tuvo lugar en un reconocido centro de espectáculos/discoteca, recinto de culto juvenil entonces ubicado en el poniente de la Ciudad de México.
Fue a través de la notoriedad conseguida por dicho lanzamiento, que a finales de 2005, Ávalos recibió una invitación especial desde Chile, para contender dentro del Festival Internacional de Viña del Mar; el interés del comité organizador era que la artista no solo participara con fines de entretenimiento, sino como parte de la competición internacional representando a su nación natal México; inicialmente dudó en aceptar tal petición, pero posteriormente, en diciembre del mismo, la cantante procedió a aceptarla.

#### Te sigo queriendo(2014)
Es el séptimo álbum de Alejandra Ávalos, lanzado en 2014 por Fonarte Latino y MixDown Records. En 2007, Ávalos comienza a escribir y grabar diversos temas, que más tarde formarían parte de su séptimo álbum en estudio Te sigo queriendo, el cual originalmente estaba proyectado para lanzarse a finales de ese mismo año, sin embargo debido a problemas por el sello discográfico, dicho lanzamiento se retrasaría por siete años. Fue en 2009, cuando Ávalos termina finalmente las grabaciones de dicho álbum, escrito y compuesto en su totalidad por la artista, en colaboración en algunas pistas con su hermano José Alberto Ávalos, bajo la producción y supervisión del productor y arreglista ganador del Grammy Latino, Aneiro Taño.
El 6 de junio de 2014, después de 5 años de haberse finalizado de grabar, Te sigo queriendo se lanzó digitalmente a nivel mundial; álbum inspirado en el movimiento emo de mediados de los años 2000 del cual se desprendieron diferentes cortes promocionales, siendo los temas que consiguieron mayor difusión, las baladas «Amor de Mujer», «De Fuego a Hielo» y «Mi Primer Amor» (adaptación del tema «Dos Veces», originalmente compuesto por la propia artista en 1982); sin embargo, el tema que consiguió mayor rotación fue la pista titular «Te sigo queriendo», tema inspirado en el movimiento rock-pop de los finales de la década de 1990.

#### México Majestuoso (Álbum doble, 2018) - Volumen 1 (2018) - Volumen 2 (2019)
México Majestuoso es el octavo álbum en estudio en solitario de Alejandra Ávalos, publicado el 31 de agosto de 2018, en su primera edición por Fonarte Latino. El álbum significaría el primer lanzamiento doble de la artista y el primero en ser lanzado tanto en formato digital como en formato físico, el mismo año en que es  nombrada Embajadora Internacional del Mariachi, nombrado por la UNESCO Patrimonio Cultural Inmaterial de la Humanidad. Ávalos dedicaría el álbum a su hija, la pintora artística, editorialista y empresaria Valentina Benaglio, así como a su mentor en su incursión oficial como intérprete folclórica en la década de 1990, el reconocido cantante vernácula Vicente Fernández. 
El álbum, el cual fue un "live recording", grabado en su totalidad en una sola toma en directo, con músicos en vivo en el estudio, fue lanzado como homenaje conmemorativo a los primeros dos siglos de México como nación independiente, los primeros 100 años de la revolución mexicana, y como un preámbulo a los primeros 500 años de nacimiento como raza e identidad, iniciándose con la llegada de Hernán Cortés a territorio nacional en 1519, y la posterior caída de Tenochtitlan y los pueblos originarios en 1521. 
La presentación oficial de ambos volúmenes se realizó el día 3 de septiembre en Plaza Garibaldi del Centro Histórico de la Ciudad de México; mismo lugar donde el día 7 del mismo mes, tuvo lugar la filmación del primer videoclip oficial de la artista desde 1999; el cual apoyó el lanzamiento del segundo sencillo del álbum, intitulado "Apuesta Por Un Amor", composición originalmente escrita en 2004 por Ávalos para el exitoso melodrama del mismo nombre; el videoclip fue distribuido a nivel mundial, a través de diferentes canales televisivos y de múltiples plataformas digitales, para el cual, la dirección corrió a cargo del reconocido cineasta de origen español Demetrio Bilbatúa.
Los días 8 y 13 de septiembre del mismo año, fue realizada la presentación en directo del álbum ante un público mixto y medios de comunicación presentes; filmada en el histórico Salón Tenampa de Plaza Garibaldi, lugar de convergencia y motivo de culto por parte de artistas tales como Pedro Infante, Mario Moreno Cantinflas o Frida Kahlo. El propósito de dicha filmación es para su sucesiva utilización en múltiples proyectos que involucran, una producción discográfica en vivo, un documental autobiográfico e histórico y un compilado informativo acerca de la cultura, arte, idiosincrasia, independencia y revolución mexicanas.
El primer volumen, es un compilado de los más representativos boleros y baladas románticas rancheras tradicionales, que van desde los huapangos Cielo Rojo o Cucurrucucú Paloma, hasta el reciente éxito internacional de Pixar "Recuérdame", banda sonora original del blockbuster internacional de 2017 Coco
El 10 de mayo del mismo año, fue realizado como sencillo la balada "Amor Eterno", como conmemoración al Día de la madre; tema originalmente escrito por el cantautor mexicano Juan Gabriel en 1974, fungió como primer corte previo promocional de los álbumes México Majestuoso Volumen 1 y 2, celebrando la artista más de 20 años ininterrupidos de incursionar en el género regional tradicional mexicano. El tema sería una dedicatoria especial de la artista a su señora madre, Ninfa Margarita Rodríguez, fallecida en 1999. El 16 de junio de 2018, Ávalos realiza el prelanzamiento oficial del sencillo "Apuesta por un Amor".
El segundo tomo de México Majestuoso es un compilado de diez de los más importantes corridos revolucionarios, y los más emblemáticos temas folclóricos de algarabía, baile y orgullo nacional, que van desde México, Lindo y Querido hasta el cante andalúz La Malagueña.
Como parte de la representación escénica y artística del concepto México Majestuoso, Ávalos implementaría un masivo espectáculo en vivo, en el cual se hace representación de los más grandes aportes culturales que México ha dado al mundo como nación y raza, que van desde el México prehispánico (Cultura mixteca, Maya, Día de Muertos), colonial (China poblana) y revolucionario (corridos, adelitas), hasta el legado del México contemporáneo en la cinematografía mundial (Época de Oro del cine mexicano, Coco) y la naciente generación digital.
El 20 de enero de 2019, Ávalos lanza su primer Extended Play en su carrera desde su salida del sello Warner Bros/WEA; dicho lanzamiento fungiría como repositorio del corte promocional Apuesta Por Un Amor, en su versión original en estudio, perteneciente al álbum México Majestuoso Vol. I, adicionalmente el EP contendría tres versiones más del mismo tema orientadas al Electronic/Club Dance Music, para su programación en el rhythmic adult contemporary/mainstream radio.

#### Evolución(2019)
En 1998, Ávalos comienza a trabajar formalmente en un ambicioso proyecto musicalmente disruptivo que tuvo sus inicios en 1994, orientado hacia los movimientos Avant Garde y New Age, grabado en cuatro diferentes idiomas, dentro del contexto de las corrientes, Techno-house, rave y world music, mismas que estaban expandiéndose ampliamente a través de las islas británicas y Europa continental, además de haber consolidando su ingreso dentro del mercado mainstream norteamericano en la década de 1990. Dicho proyecto se estaría desarrollando bajo el working-title "Evolución"; para el cierre de década una serie de demos y maquetas ya se habían concretado y finalizado de grabar entre las cuales se encontraban las composiciones experimentales «Angeles Sin Alas», «Cuore Libero» y la pista titular «Evolución», solo por mencionar algunas.
Tras el repentino cambio de directivos en Sony Int. y su subsidiaria Epic Records en Estados Unidos en 1999, la producción fue absorbida en su totalidad por la propia Ávalos para su lanzamiento y distribución bajo otro sello discográfico o de forma independiente. Al iniciar de década del 2000, el proyecto fue suspendido indefinidamente en su totalidad, en gran medida, a que el mercado mundial comenzó a experimentar un cambio radical en las preferencias y tendencias musicales, y con ello, el fin de la época dorada tanto del movimiento New Age, como de la ola Techno-house y Eurodance, que en la década de los noventa tuvieron su punto álgido a nivel mundial. 
En 2019, Ávalos decide retomar el proyecto conservando la propuesta vanguardista original de la maqueta, pero dentro de la nueva perspectiva globalizada y tecnológica que esta atravesando el nuevo orden mundial, tanto a nivel musical como conceptual.

### Sencillos (7”, Casete & CD), radio promos y EP
| Fecha de lanzamiento | Sencillo/Radio promo/EP (A-side/B-side)            | Primer álbum o compilación en aparecer | México | US Billboard Latin Airplay | LatinoAmérica y España | Información del lanzamiento |
| -------------------- | -------------------------------------------------- | --- | ------ | -------------------------- | ---------------------- | --- |
| Jun 1988             | "Ser o no ser"                                     | Ser o no ser (WEA) | —      | —                          | —                      | Primer sencillo oficial en la carrera solista de Alejandra Ávalos, escrito y producido por Honorio Herrero dentro del género New Wave, grabado entre México, España y el Reino Unido |
| Sep 1988             | "Tren Tren Tren"                                   | Ser o no ser (WEA) | —      | —                          | —                      | Primera composición en utilizar un sonido artificial del shakuhachi japonés generado mediante el icónico sampler E-mu Emulator II, el cual sería el instrumento insignia de bandas como Depeche Mode o Tears For Fears. |
| Dic 1988             | "Tu Hombre Yo Niña"                                | Ser o no ser (WEA) | —      | —                          | —                      | Primer número uno en la carrera de Ávalos, el cual contó con el primer minifilm promocional de la artista, para su emisión especial en “prime time hour” de Televisa. |
| 1989                 | "Casualidad/Amor fascíname"                        | Non-álbum promo (WEA) | —      | —                          | —                      | Sencillo promocional de muestreo, previo al lanzamiento oficial del álbum Amor fascíname, realizado el año siguiente en 1990. |
| Ene 1990             | "Amor Fasciname"                                   | Amor fascíname (WEA) | —      | —                          | —                      | Segundo sencillo 7" consecutivo en ubicarse en el número 1 en la carrera de Ávalos, y el primero bajo la producción del ícono ibérico Juan Carlos Calderón; compositor que inicialmente concebiría "Fascíname", como una composición instrumental de Jazz en Sax, y que a iniciativa de Ávalos, se le agregarían letra y arreglos, lo cual acarrearía el debut de la artista en el Top Ten del Hit Parade del resto de IberoAmerica y Estados Unidos, durante las primeras semanas de la naciente década de 1990. |
| Abr 1990             | "Contigo o Sin Ti"                                 | Amor fascíname (WEA) | —      | —                          | —                      | Segundo sencillo 7", extraído del álbum Amor fascíname, el cual se convertiría en la primera power ballad lanzada oficialmente por la artista en formato físico, para la cual Ávalos igualmente filmaría su primer video musical oficial en su carrera. Contigo o Sin Ti hilaría su tercer número uno consecutivo del Hit Parade El tema conseguiría un re-entering en el radio airplay en el verano de 1995, al ser tema central del largometraje Perdóname todo, para el cual se filmaría un nuevo videoclip, incluido en dicho film. |
| Jul 1990             | "Casualidad"                                       | Amor fascíname (WEA) | —      | —                          | —                      | Tercer sencillo extraído del álbum Amor fascíname, el cual sería una reminiscensia "New Wave" de los demos realizados por Ávalos a mediados de la década de 1980, utilizando el mítico Fairlight CMI para el intro y estructura de sintetizador de "Casualidad", característica técnica utilizada por actos de la década de 1980 tales como Van Halen, Hall & Oates o Huey Lewis and the News. Ávalos lanzaría un clip promocional en el verano de 1990 para su rotación en televisión abierta, rodado en Puerto Vallarta. |
| 1990                 | "Y Si Me Dices Que Sí"                             | Single originalmente publicado en 1987, incluido en LP ...Nothing Like the Sun, segundo álbum en la carrera en solitario del compositor Británico Sting (WEA) | —      | —                          | —                      | Originalmente concebido como un tema dance/funk rock por el antiguo líder de la banda británica experimental The Police, fue poco después adaptado al español por Ávalos en 1988 para incluirlo como parte del setlist de la gira del álbum Ser o no ser, adaptación que dio un giro radical al tema, añadiéndole arreglos precisos orientados al Hip Hop de los barrios negros de Detroit y El Bronx, además de una marcada influencia del New Jack Swing, corriente que en esos momentos estaba dominando las listas del hit parade a nivel global de la mano de exponentes tales como Paula Abdul y Janet Jackson En 1990, la canta-autora realizaría una versión especial al lado de la triunfadora del concurso Valores Juveniles "Marianne", como parte de un apoyo que Ávalos daría al debut en la industria musical de dicha artista. |
| 1990                 | "Amame Hoy"                                        | Non-album single (WEA) | —      | —                          | —                      | Composición en la que Ávalos por primera vez combina las corrientes New Wave con el mainstream arena music, hecha popular por las más reconocidas bandas de estadio en Estados Unidos y Europa. Grabado en 1989, el sencillo igualmente fungió como el debut solista del actor Luis Gatica, con el cual, el tema fue grabado a dueto. Para promocionar dicho lanzamiento, se filmó un video musical de alto presupuesto en formato de cine, el cual, sería uno de los primeros en los países de habla hispana, en instaurar la dirección profesional de videoclips, mismo que mostraba una reminiscencia de lo hecho en video un par de años atrás por Whitesnake o Cheap Trick para las power ballads Is This Love y The Flame respectivamente. |
| 1990                 | "Lo Que Pasó Pasó"                                 | Amor fascíname (WEA) | —      | —                          | —                      | Ensamblaje techno/Dance-rock compuesto y grabado en 1989 por la dupla Ávalos/Calderón, tema para el cual amalgamaron otras corrientes juveniles de vanguardia tales como el New Jack Swing y el euro disco. Tendencia importada del ferviente movimiento House, el cual estaba viviendo su más álgido momento en la isla ibérica de Ibiza de la mano de agrupaciones y actos tales como New Order, Desireless, INXS o Ultravox. |
| Oct 1991             | "Aparentemente"                                    | Amor sin dueño (WEA) | —      | —                          | —                      | A principios de 1991, Ávalos y Calderón viajan a los legendarios Sunset Sound Recorders en Los Ángeles, Ca. para grabar la producción Amor sin dueño, lugar caracterizado por ser los estudios base de grabaciones y músicos experimentales tales como Toto o Beach Boys; inspirados e influenciados por el alto nivel y diversidad de artistas internacionales que utilizaban dichas instalaciones, es como ambos deciden hacer una producción ecléctica que regresara a esas raíces musicales que dieron forma al Soul, Jazz fusión o R&B. El primer corte del álbum, "Aparentemente" dio muestra de la primera incursión de Ávalos en la balada country, mezclando dicho género con el soul y el soft rock, dentro del contexto del adulto contemporáneo, dando como resultado un homenaje a temas como Angel of the Morning de Juice Newton o Close To You de The Carpenters |
| Dec 1991             | "Como Puedes Saber"                                | Amor sin dueño (WEA) | —      | —                          | —                      | Segundo sencillo tomado de la placa Amor sin dueño, lanzado en formato compact disc/casete. La Soul-ballad se caracterizó por el uso intensivo del Yamaha DX7 tanto en la intro, como en toda la estructura de la pista; evidenciando la gran apuesta que hacía Juan Carlos Calderón en el uso de dicho sintetizador para sus grabaciones más exitosas, tanto con Luis Miguel (La Incondicional-Todo Excepto A Ti) y la propia Ávalos (Amor Fascíname-Como Puedes Saber). En el año posterior, en 1992, dicha técnica probaría su eficacia a nivel mundial cuando Whitney Houston y Queen/Brian May alcanzaron la cima del Top Parade internacional con The Bodyguard y Too Much Love Will Kill You respectivamente. Como Puedes Saber se convertiría en uno de los temas más exitosos del periodo 1991-92, tanto en la radio como en la televisión, ya que para este tema se grabaría el último video oficial de Ávalos bajo la firma Warner Music y la producción de Calderón. |
| 1995                 | "Para Que Engañarnos"                              | Amor sin dueño (WEA) | —      | —                          | —                      | Tras la disrupción internacional de su antecesor "Como Puedes Saber", el lanzamiento "Para Que Engañarnos", fue planeado como un seguimiento lógico a dicho éxito ascendente conseguido desde junio de 1988 como acto solista; el tema, compuesto por Calderón, fue una reminiscencia del trabajo del compositor español en la década de 1970 con Mocedades y Sergio y Estíbaliz, con colaboración lírica y de posproducción de Ávalos. La estructura final quedó en una balada contemporánea con fuertes influencias del New Orleans soul y del R&B, la cual consigue entrar en el Top 10 de las listas de Radio A/C y el Top 40 del Hit Parade, época en la cual dicha fusión de ritmos afroamericanos estaba en su punto más álgido de la mano de temas como Cry for Help de Rick Astley, I Swear de All for One y Love Is All Around de Wet Wet Wet. |
| 1995                 | "Te quiero así" Tema grabado a dueto con José José | Perdóname todo - OST (BMG Ariola/Bertelsmann/A&M/Warner music))                                                                                               | —      | —                          | —                      | El sábado 28 de enero de 1995, 4 meses previos a la premier mundial del icónico filme Perdóname todo, es lanzado en formato airplay para el mercado de habla hispana, el tema soul/soft rock «Te quiero así», original de Juan Carlos Calderón, interpretado a dueto entre los protagonistas de dicho filme, Alejandra Ávalos y José José, los cuales ejecutarían el estreno mundial del tema, en vivo y en directo en esa misma fecha, durante la gala inaugural de la 30a entrega de los premios El Heraldo de México, por motivo del reconocimiento a la trayectoria artística a José. El tema inicialmente sería concebido en 1981 y lanzado para el mercado latino en 1982 bajo el sello Bertelsmann-BMG Ariola, bajo licencia internacional de A&M Records en 1983, discográfica que en ese mismo año lanzaría al mercado el más grande éxito de ventas a nivel mundial de dicho año, Every Breath You Take, original de Sting, de la banda inglesa The Police. El dueto, tema central del filme Perdóname todo, se convertiría en uno de los mayores éxitos airplay de mediados de la década de 1990 e igualmente en el último éxito radial masivo de José, considerado uno de los más grandes íconos de la música en habla hispana del siglo XX. Con motivo del 25 aniversario del largometraje, y de la alta demanda digital tanto en formato en audio y video del dueto entre Ávalos y José, se tiene contemplado el relanzamiento de «Te quiero así» y de toda la banda sonora del citado filme, así como la regrabación de dicho tema en estudio por parte de Ávalos y José, en colaboración con otros reconocidos intérpretes y productores invitados. |
| 1995                 | "Para Olvidarme De Tí"                             | Boleros: Por Amor y Desamor (Melody/Fonovisa/Universal (Internacional))                                                                                       | —      | —                          | —                      | Tras la salida repentina de Ávalos de la firma Warner Bros., la artista comenzó a participar en una serie de producciones internacionales bajo diferentes sellos, tales como Universal music, Melody y Capitol, para el periodo 1993-1995, antes de firmar bajo el sello Sony music (América Latina)/Epic Records (internacional) en 1996. En el otoño de 1995, la artista lanzaría uno de los sencillos más exitosos en su carrera, el bolero "Para olvidarme de tí", escrito por el reconocido compositor Jorge Avendaño exclusivamente para la artista, para su inclusión en el álbum Boleros: Por Amor y Desamor de 1995; el tema con notables influencias de la música tradicional cubana y argentina, alcanzó los primeros puestos de las listas sudamericanas, incluyendo Chile, Colombia y Venezuela; en México el sencillo sería el corte más exitoso del citado álbum a la par del tema "Vuelveme a Querer", del intérprete Cristian Castro; ambos temas llegando a posicionarse dentro de los más exitosos emergidos a mediados de la década de 1990. Este tema sería el último lanzamiento comercial de la artista antes de incursionar de lleno dentro de la música folclórica mundial y latinoamericana a partir del verano de 1996. |
| Sept, 1996           | "Mi corazón se regala"                             | Mi corazón se regala (Sony music)) | —      | —                          | —                      | Tras protagonizar el masivo éxito comercial Perdóname todo al lado de José José, Ávalos se embarcaría en su primera gira internacional enteramente orientada hacia la música folclore mexicana al lado de Vicente Fernández, considerado el más grande representante de la música vernácula mexicana en los últimos 50 años, siendo este último quien hiciera posible la firma de Ávalos con la transnacional Sony music/EPIC, bajo la cual la artista lanzaría en el otoño de 1996 su primer álbum regional de larga duración intitulado Mi corazón se regala. Durante las fiestas patrias mexicanas del año 96, la artista lanzaría el tema homónimo, como primer corte del álbum, el cual igualmente se convertiría en el primer lanzamiento original inédito orientado a la música ranchera en la carrera de Ávalos, y el segundo dentro de dicho género tras Cielo Rojo, original de Juan Záizar lanzado en 1989. Ávalos dedicaría públicamente dicho lanzamiento y nueva etapa en su carrera, a su hija recién nacida Valentina Benaglio. En mayo de 1997, meses después de haber llegado a los primeros lugares de rotación en las listas mexicanas y centroamericanas de éxitos en el otoño de 1996, Mi corazón se regala entraría sucesivamente en las listas Billboard Hot Latin Track y US Billboard Regional Mexican Airplay, tras su lanzamiento en abril de dicho año en los Estados Unidos bajo el sello Epic records. |
| 4 Sep 2020           | "México en La Piel"                                | México en La Piel (Extended Play) (Fonarte Latino) | —      | —                          | —                      | En septiembre de 2020, Ávalos lanza su primera producción musical grabada y producida vía remota debido al confinamiento mundial por la pandemia por Coronavirus, grabación la cual contó con la colaboración de más de 15 músicos profesionales de diferentes géneros musicales y diversas partes del mundo, incluyendo Cuba, España, Estados Unidos y Canadá. Publicada bajo en formato Extended Play, «México en La Piel» fue lanzado en cinco versiones diferentes, incluyendo un dueto con el tenor mexicano Héctor Gamaliel, versión la cual fue lanzada como el sencillo promocional del EP, el cual cuenta con 5 videos promocionales y contó con el reconocimiento expreso del autor original del tema José Manuel Fernández. - México en la Piel - Alejandra Ávalos - México en La Piel - Alejandra Ávalos ft. Héctor Gamaliel - México en La Piel - Héctor Gamaliel - México en La Piel - Instrumental - México en La Piel - Track only/Chorus |
| 28 Sep 2020          | "Te quiero así" ft Héctor Gamaliel (Video single)  | Perdóname Todo.. OST - 25 Aniversary / Silver Edition (TBA)                                                                                                   | —      | —                          | —                      | El 28 de septiembre de 2020, durante el cumplimiento del primer aniversario luctuoso del reconocido intérprete José José, Alejandra Ávalos lanza en formato video sencillo, el bolero ranchero «Te quiero así», a dueto con el tenor barítono Héctor Gamaliel; tema que originalmente fuera grabado dentro del género soft-ballad/adult contemporary en el año 1995, por Ávalos al lado del llamado “Príncipe de la canción”. El tema, originalmente compuesto por Juan Carlos Calderón, fue retomado por Ávalos 25 años después, para ser regrabado a dueto, dentro del género Mariachi sinfónico, para fungir como el primer corte promocional que antecederá al primer álbum conmemorativo del exitoso filme de culto Perdóname todo. El video promocional del tema, fue rodado en La Exhacienda de Cortés, en el estado de Morelos, México, el cual se convertiría en el primer video promocional filmado en locaciones por Ávalos desde el año 1999. |

## Material adicional en estudio

### Banda sonora
| Año  | Filme/Serie/Drama               | Banda Sonora | Detalles |
| ---- | ------------------------------- | --- | --- |
| 1985 | Una Canción con Imaginación     | * Imagine * Out Here on My Own (Sola Estoy) - Adaptación de la pista de sonido nominada a los Premios Óscar, original de Irene Cara y Michael & Lesley Gore, incluida en el aclamado filme norteamericano de 1980 Fame. Música y letra al español por Alejandra Ávalos | Especial con fines publicitarios para su emisión en prime time por cadena nacional. |
| 1991 | Amor y Venganza                 | * Cuando Estoy Junto A Ti | Filme protagonizado por Ávalos para su distribución directa en Beta/VHS |
| 1992 | Tenías que ser tú               | * It Had To Be You - Tenías que ser tú (Arreglos orquestales del compositor y arreglista Pedro Plascencia Salinas | Drama juvenil estelarizado por Ávalos para el cual la artista grabó y coprodujo el tema principal, el cual se convertiría en la primera banda sonora orientada hacia el género Big Band para un drama televisivo.                                                                                        |
| 1995 | Perdóname todo                  | * Como puedes saber * Y si el amor se va (unreleased) * Contigo o sin ti * Amor fascíname * Te quiero así (Dueto entre los actores protagónicos Alejandra Ávalos y José José                                                                                           | Filme distruibuído en las principales salas de cine de México, Hispanoamérica y Estados Unidos, convirtiéndose en el último protagonizado por el icono Iberoamericano José José, llegando a ser una de las películas de mayor recaudación en taquilla desde el fin de la época de Oro del cine mexicano. |
| 1999 | Maldito amor... Demasiado tarde | * Demasiado tarde... | Filme protagonizado por Ávalos, para su distribución exclusiva en Estados Unidos, para el cual, la artista graba el tema titular, escrito por la baladísta Ana Gabriel. |

### Álbumes en directo, Recopilatorios
| Año  | Título                          | Detalles del lanzamiento                                       |
| ---- | ------------------------------- | -------------------------------------------------------------- |
| 1995 | Grandes Éxitos                  | * Sello: Warner Bros. * Formatos: CD, casete                   |
| 2002 | Éxitos y Más de...              | * Sello: Warner Bros. * Formatos: CD, casete, digital download |
| 2004 | Álejandra Ávalos Grandes Éxitos | * Sello: Warner Bros. * Formatos: CD, digital download         |
| 2009 | Todo...                         | * Sello: Warner Bros. * Formatos: CD, digital download         |
| 2011 | 20 Grandes Éxitos               | * Sello: Warner Bros. * Formatos: CD, digital download         |
| 2018 | Grandes Éxitos                  | * Sello: Warner Bros. * Formatos: CD, digital download         |

### Bootlegs y álbumes nunca publicados
| Título                       | Detalles de la grabación | Notas |
| ---------------------------- | --- | --- |
| Alejandra Ávalos 1985        | Álbum grabado bajo la producción de Fernando Riba y Kiko Campos en el periodo 1984-1986, orientado hacia el New Wave Europeo e Italo-rock | Demos archivados, nunca lanzado debido a desacuerdos con la casa discográfica y Televisa, y el compromiso de la dupla Riba/Campos en la composición y producción del álbum Timbiriche VII, producción que catapultaría a dicha agrupación a la fama internacional; misma época en que Ávalos se desempeñaba como músico/corista de sesión para la citada banda juvenil Timbiriche y otras agrupaciones del momento. Entre los temas que estuvieron a punto de lanzarse como vinilos de 7" del cancelado álbum debut de Ávalos están los tracks Amor de Amores (para el cual alternadamente fue grabada una versión a dueto con Luis Gatica como posible B-side) y Si Hoy Estuvieras Aquí. Poco después, en 1988 Ávalos lanzaría su álbum debut oficial bajo la producción del ibérico Honorio Herrero, quien en 1984 produciría el álbum Palabra de Honor, placa de transición que despuntaría a nivel internacional la carrera del aclamado cantante Luis Miguel. |
| Alejandra Ávalos 1994        | Grabación que sería la cuarta producción en estudio de la artista bajo la dirección de Juan Carlos Calderón y el sello Warner Music, orientada hacia el género dance, house y techno                                                                                    | Demos archivados, nunca lanzado debido a la repentina salida de Ávalos de Warner Brothers |
| Evolución (Maqueta original) | Álbum grabado entre 1998 y 2000, el cual sería editado en 3 diferentes idiomas (Italiano, español e inglés) para el mercado internacional bajo el sello Sony Music, con enfoque disruptivo Avant Garde - New Age, orientado hacia el género dance, techno, Latin y R&B. | Demos archivados, lanzamiento súbitamente cancelado debido al cambio de directivos en Sony Music-Epic Records y consecuente salida de Ávalos de dicha discográfica. En 2019, la artista retoma el proyecto del tintero, conservando la dirección original dada a finales de la década de 1990, con enfoque Avant Garde - New Age, con el cual Ávalos se hubiese convertido en pionera de dicho movimiento en habla hispana en la época, continuando con las bases y el precedente que sentó la agrupación Santa Sabina a mediados de dicha década. |

### Otros sencillos, EPs y remixes
| Año  | Titulo                                  | Detalles |
| ---- | --------------------------------------- | --- |
| 1985 | Out Here On My Own (Sola Estoy)         | * Adaptación del aclamado filme norteamericano de 1980 Fame. Original de Irene Cara y Michael & Lesley Gore. Música y letra al español por Alejandra Ávalos       |
| 1985 | Horas                                   | * Música y letra por Alejandra Ávalos |
| 1986 | Río (Jingle)                            | * Sello: Avon Products * Formato: promotional recording |
| 1986 | Imagine                                 | * Sello: Avon Products/Televisa * Formato: promotional recording                                                                                                  |
| 1991 | Cuando Estoy Junto A Tí                 | * Sello: Melody Televisa * Formato: casete (promo) |
| 1992 | Tenías que ser tú" ("It Had to Be You") | * Sello: Warner Bros. * Formato: CD, casete (promo) |
| 1993 | Perdonar                                | * Sello: Discos y Cintas Melody * Formato: CD, casete |
| 1995 | Para olvidarme de tí                    | * Sello: Universal Music * Formato: CD, casete (promo) |
| 1996 | La Señal                                | * Sello: Música latina * Formato: promo |
| 1996 | Song of the South (Siembra Dulzura)     | * Sello: Disney Hollywood Records * Formato: CD, casete (promo)                                                                                                   |
| 1998 | Una madre como tú                       | * Sello: Melody * Formato: promo |
| 1999 | La danza del milenio                    | * Sello: Casa Pedro Domecq (Pernod Ricard) promo * Formato: CD, maxisingle y casete single disponible en cuatro tracks en versión Latin-pop cumbia salsa regional |
| 2018 | Amor Eterno                             | * Sello: Fonarte Latino * Formato: CD, Digital download |
| 2018 | Te sigo queriendo (Cumbia retake)       | * Sello: TBA * Formato: CD, Digital download |
| 2018 | Solo Un Milagro                         | * Sello: TBA * Formato: Digital download/Christmas single |
| 2018 | Apuesta Por Un Amor-Remixes             | * Sello: Fonarte Latino * Formato: Extended Play |

### Discografía como artista invitado
Leyenda
 ≠  - Canción interpretada en un supergrupo
 ‡  - Canción como artista principal y con otro intérprete invitado
 ±  - Canción a dúo para un álbum tributo de un artista fallecido ( † )
| Año  | Canción                                                  | Notas                                                  |
| ---- | -------------------------------------------------------- | ------------------------------------------------------ |
| 1986 | «Arriba México» ‡                                        | Placido Domingo (Copa Mundial de Fútbol de 1986)       |
| 1990 | «Amame Hoy» (con Luis Gatica) ‡                          | Videoclip en formato de cine                           |
| 1991 | «Tu-ru-ra» (con Fher de Maná) ‡                          | Jingle Navideño                                        |
| 1996 | «Sombras» ±                                              | Tributo a Javier Solís                                 |
| 1996 | «Ojitos Traidores» ±                                     | Tributo a Javier Solís                                 |
| 2010 | «Como Dos Tragos de Tequila» (Álbum de larga duración) ≠ | Supergrupo conformado junto a Lila Deneken y Ana Cirré |

### Álbumes de remixes
- "Te Sigo Queriendo Remixes" (2016)
- "De Fuego A Hielo Remixes" (2017)

### Giras musicales
(Tours como acto solista principal)
- Ser o no ser (1988-89)
- Amor fascíname (1990-91)
- Amor sin dueño (1991-92)
- Tenías que ser tú-Show de Gala Internacional (1993)
- Mi corazón se regala (1995-98)
- Radio Diva (2005-06)
- Te sigo queriendo (2014)
- México majestuoso (2018-)

## Cine, Televisión, Series, Streaming
Especificaciones
     - Series/Streaming/MiniSeries/Pilotos
     - Melodrama/Novela
     - Programa unitario/Reality show/Concurso
     - Largometraje/Documental
| Año     | Título                                   | Rol                                               | Notas |
| ------- | ---------------------------------------- | ------------------------------------------------- | --- |
| 1983    | Amalia Batista                           | Sin acreditar                                     | Cameo, enfermera, 1 línea de diálogo |
| 1984    | Que Lío con este Trío                    |                                                   | Rol recurrente |
| 1984    | Guadalupe                                | Sin acreditar                                     | Aparición especial |
| 1984    | Principessa                              | Sin acreditar                                     | Aparición especial |
| 1984    | Te amo                                   | Cecilia                                           | Rol recurrente |
| 1984–85 | Cachún cachún ra ra!                     | Alejandra                                         | Invitada especial |
| 1984–85 | Fans                                     | Alejandra                                         | Rol principal, como miembro fundador del grupo juvenil Flans |
| 1985    | Una Canción con Imaginación              | Cecilia Campos                                    | Emisión especial de Avon Products, Rol protagónico |
| 1985    | Abandonada                               | Alicia                                            | Rol de soporte |
| 1986    | Martín Garatuza                          |                                                   | Aparición especial |
| 1986    | Nosotros los Gómez                       |                                                   | Rol de soporte |
| 1986–87 | El padre Gallo                           | Ray/Reina                                         | Primer rol protagónico, interpretó dos papeles simultáneamente |
| 1987    | 100 Años que Forjaron a una Nación       | Il cantante dell'opera                            | Documental histórico recreativo-descriptivo; Ávalos además de fungir como personaje central, suministra parte de la banda sonora principal, incluyendo la composición clásica «Semplicetta Tortorella» del compositor Nicola Vaccai, interpretandola en su idioma de origen, el italiano; además del Barroco clásico «Amarilli, Mia Bella». |
| 1987    | Tiempo de amar                           | Marcela                                           | Antagónico estelar |
| 1987    | Mujer, casos de la vida real             |                                                   | 1 episodio, Rol estelar |
| 1987–88 | Tal como somos                           | Delia                                             | Antagónico estelar |
| 1988    | Estrellas de los 80s                     | Ella misma                                        | Invitada estelar |
| 1990    | Bacardi Valores Juveniles                | Ella misma                                        | Juez principal |
| 1990    | Estrellas de los 90s                     | Ella misma                                        | Invitada estelar |
| 1990    | Noche de Valores                         | Ella misma                                        | Especial en Prime Time dedicado a la artista |
| 1991    | Amor y Venganza                          | Lucinda                                           | Largometraje, Rol estelar |
| 1991    | La Movida                                | Ella misma                                        | Especial en Prime Time dedicado a la artista |
| 1992–93 | Tenías que ser tú                        | Gabriela Beltrán                                  | Rol estelar |
| 1993    | Mujer, Casos de la Vida Real             | Nina                                              | 1 episodio, Rol estelar |
| 1993    | El Show de Cristina                      | Ella misma                                        | Especial en Prime Time dedicado a la artista |
| 1994    | En Vivo                                  | Ella misma                                        | Especial en Prime Time dedicado a la artista |
| 1995    | Perdóname todo                           | Teresa Montes                                     | Largometraje, Rol estelar, último protagónico en cine de José José, en el verano de 1995 estableció un récord en taquilla |
| 1996    | Morir dos veces                          | Martha Luján                                      | Antagonista estelar |
| 1996    | La antorcha encendida                    | Ángela                                            | Rol de soporte |
| 1998–99 | Soñadoras                                | Fernanda Guzmán                                   | Rol protagónico |
| 1999    | Maldito amor: Demasiado tarde            |                                                   | Largometraje, Rol estelar |
| 2000    | Siempre te amaré                         | Gilda Gómez de Castellanos/Martha Laura Izaguirre | Antagónico estelar |
| 2003    | El Show de Cristina                      | Ella misma                                        | Invitada especial |
| 2004–05 | Apuesta por un amor                      | Cassandra Fragoso de Montaño                      | Antagónico estelar |
| 2005    | Big Brother VIP 4                        | Ella misma/concursante                            | Reality show |
| 2006    | Armando Manzanero: Gracias por tu música | Ella misma                                        | Biopic, película para la televisión |
| 2006    | Cantando por un sueño                    | Ella misma                                        | Reality show/Coach/Concursante |
| 2009    | La rosa de Guadalupe                     |                                                   | Invitada especial |
| 2009    | Un tigre en la cama                      |                                                   | Largometraje |
| 2010    | Humor a quien humor merece               |                                                   | Invitada especial |
| 2011–12 | Esperanza del corazón                    | Gladys Guzmán                                     | Rol de soporte |
| 2013    | Nueva vida                               | Alma                                              | Rol coestelar |
| 2014    | Estrella2                                |                                                   | Invitada especial |
| 2015    | Que te perdone Dios                      | Mía Montero                                       | Rol de soporte |
| 2016    | Como dice el dicho                       | Lucía                                             | Invitada estelar |
| 2017    | La rosa de Guadalupe                     | Hortensia                                         | 1 episodio, rol estelar |
| 2018    | Como dice el dicho                       |                                                   | 2 episodios, rol estelar |
| 2018    | Vivalavi                                 | Ella misma                                        | 5 episodios, Invitada especial, Conductora estelar |
| 2018    | CasinoMx                                 | Ernestina Del Villar                              | Serie piloto/Streaming, Rol estelar |
| TBA     | El Boxeador                              | Francisca                                         | Largometraje, rol coestelar |
| TBA     | Vacaciones de Terror (La Reunión)        | Amelia                                            | Largometraje, rol estelar |
| TBA     | La María                                 |                                                   | Largometraje, rol estelar |
| 2022    | El Ascenso                               |                                                   | Largometraje, rol estelar |
| 2022    | MasterChef Celebrity                     | Ella misma                                        | Reality de cocina, cuarto lugar |

### Teatro
| Año  | Título                     | Personaje                   | Notas                                                   | Operas/Musicales interpretados por la artista                                                                                          |
| ---- | -------------------------- | --------------------------- | ------------------------------------------------------- | --- |
| 1984 | Jesus Christ Superstar     | María Magdalena             | Papel principal (reemplazo), vocales principales, coros | Sueño Con Volver A Verte |
| 1984 | El Títere (Pinocho)        |                             | vocales principales, coros                              | |
| 1984 | Fausto Musical             |                             | papel principal, vocales                                | |
| 1986 | The Rocky Horror Show      | Janet Weiss (Chelo Derecho) | papel principal, vocales                                | |
| 1986 | Robin Hood                 |                             | papel principal, vocales                                | |
| 1987 | Malinche                   | La Malinche                 | papel principal, vocales                                | Plata y Chocolate Porque? Quién eres señor? Así Fue Lléname de Ti La Gran Empresa Al Corazón del Único Mundo Por Amor Al Amor Basta Ya |
| 1987 | Cosas de papá y mamá       |                             | papel principal                                         | |
| 1999 | Don Juan Tenorio (Clásico) | Doña Inés de Ulloa          | papel principal                                         | |
| 2000 | Don Juan Tenorio (Comedia) | Doña Inés de Ulloa          | papel principal                                         | |
| 2006 | Una mujer compartida       |                             | papel principal                                         | |
| 2014 | Amar y Querer              |                             | Soporte, vocales                                        | |
| 2015 | México, Lindo y Querido    | Ella misma                  | papel principal, acto musical central                   | |
| 2018 | Capricho (Live Experience) | Doña Mariquita              | papel coestelar, acto musical central                   | Soy De Ti Mi Amor Para Ti No Cuenta |

## Récords, logros y datos - Línea de tiempo
| Asociación                                             | Galardón/Reconocimiento                                                          | Nota |
| 1980                                                   | 1980                                                                             | 1980 |
| ------------------------------------------------------ | -------------------------------------------------------------------------------- | --- |
| La Voz del Heraldo                                     | Beca para el Centro de Capacitación de los Iniciadores de la Televisión Mexicana | Alejandra Ávalos participa en dicho concurso nacional fuera de convocatoria, razón por la que fue descalificada, sin embargo, dada su ejecución, le es otorgada una beca para su formación multidisciplinaria por parte del presidente del comité organizador. |
| 1984                                                   |                                                                                  | |
| Concurso Universitario Ibero 1984                      | Beca para el Centro de Capacitación Mexicana (CEA) de Televisa                   | Mientras Alejandra Ávalos cursa la Licenciatura en Comunicación en la Universidad IberoAmericana en 1984, la citada toma parte del concurso anual de talento artístico interno organizado por la institución, para el cual la misma Ávalos compone y escribe el tema "Lo Conozco", con el cual, la artista en formación obtiene el primer lugar de la competencia, mismo que la hace merecedora de la beca otorgada para formación integral en el Centro de Educación Artística, hoy CEA de Televisa; mismo lugar donde sobresalió como la alumna más destacada, tal como lo corrobora su entonces profesor y futuro compañero de trabajo en la industria fílmica Sergio Jiménez. Ver Entrevistas en YouTube.. Este significaría el ingreso definitivo de la artista a la industria del entretenimiento. |
| 1986                                                   |                                                                                  | |
| Televisa                                               | Nueva Super-Estrella Juvenil"                                                    | Tras 6 años de estar incursionando en la actuación, canto, teatro musical, modelaje y conducción, la artista es referida por Televisa y la prensa en México como La Nueva Super-Estrella Juvenil. |
| 1987                                                   |                                                                                  | |
| Organización Editorial Mexicana                        | Estrella de Plata                                                                | Reconocimiento en la categoría "Revelación Femenina en Televisión". |
| 1988                                                   |                                                                                  | |
| Asociación Mexicana de Periodistas, Radio y Televisión | Mejor baladista de 1988                                                          | En reconocimiento a las ventas de su álbum debut Ser o no ser. |
| 1989                                                   |                                                                                  | |
| Festival OTI de la Canción                             | Semifinalista                                                                    | Primera participación en el Festival OTI de la Canción, con el tema "Simple y llanamente" del compositor y director de orquesta Pedro Alberto Cárdenas; siendo eliminada antes de llegar a la etapa final. |
| 1990                                                   |                                                                                  | |
| Festival OTI de la Canción                             | Finalista                                                                        | Ávalos llega hasta la etapa final del Festival OTI, con el tema "Viernes Primero", colocándose en los primeros 4 lugares. |
| 1991                                                   |                                                                                  | |
| Organización Editorial Mexicana                        | Estrella de Plata                                                                | Reconocimiento en la categoría "Mejor Cantante Revelación del Año". |
| Círculo Nacional de Periodistas A.C                    | Palma de Oro                                                                     | Reconocimiento a "Artista Revelación Juvenil" en el XX aniversario del gremio periodístico. |
| Televisa                                               | Show-Woman de México                                                             | Ávalos es reconocida en una transmisión en cadena nacional y horario estelar, durante un especial musical de 4 horas dedicado enteramente a la artista. |
| 1992                                                   |                                                                                  | |
| Organización Editorial Mexicana                        | Estrella de Plata                                                                | Mejor lanzamiento por "Amor sin dueño". |
| Círculo Nacional de Periodistas A.C                    | Palma de Oro                                                                     | Reconocimiento a la "Trayectoria Artística". |
| 1993                                                   |                                                                                  | |
| El Patio                                               | Show de Gala Internacional                                                       | Debido al éxito obtenido tras la publicació de sus primeras tres placas en solitario, Ávalos recibe la distinción para presentarse por 3 noches consecutivas en el entonces más importante centro de espectáculos nocturno de México, con localidades agotadas. |
| 1994                                                   |                                                                                  | |
| Círculo Nacional de Periodistas                        | Trayectoria Artística                                                            | Ávalos es distinguida en su décimo aniversario de incursionar en el teatro. |
| 1995                                                   |                                                                                  | |
| El Heraldo de México                                   | Trayectoria artística                                                            | Ávalos realiza el estreno mundial de la balada "Te quiero así", durante la 30a entrega de los premios El Heraldo de México, por motivo del premio compartido a la Trayectoria Artística junto al reconocido cantante José José. |
| Televisa                                               | Reina del Mariachi de México                                                     | Ávalos es nombrada por vez primera "Reina y Madrina del Mariachi de México 1995" durante el "II Encuentro Internacional del Mariachi" celebrado en Guadalajara, Jalisco. |
| 1996                                                   |                                                                                  | |
| Liga de ciudadanos latinoamericanos unidos             | Mr. Amigo                                                                        | Ávalos recibe la invitación por parte de George W. Bush y el gobierno de Texas, para encabezar la celebración anual de la Liga de ciudadanos latinoamericanos unidos (LULAC), junto al actor internacional Ricardo Montalbán. |
| Televisa                                               | Reina del Mariachi de México                                                     | Ávalos es nombrada por segunda vez consecutiva "Reina y Madrina del Mariachi de México". |
| Círculo Mexicano Nacional de Periodistas               | Palma de Oro y "Laurel de Oro"                                                   | Ávalos recibe ambos reconocimientos a la Excelencia y Calidad Artísticas. |
| 1997                                                   |                                                                                  | |
| CITATYR-CTM                                            | Trayectoria artística                                                            | Reconocimiento a más de 15 años de trayectoria. |
| 2003                                                   |                                                                                  | |
| Paseo de las Luminarias                                | Huellas de bronce                                                                | Ávalos es reconocida, plasmando sus huellas en reconocido recinto de la ciudad de México. |
| 2006                                                   |                                                                                  | |
| Festival Internacional de la Canción de Viña del Mar   | Finalista                                                                        | Como única representante de México, Ávalos consigue llegar a los primeros 4 lugares dentro del concurso internacional del Festival Internacional de la Canción de Viña del Mar celebrado en Chile. |
| 2018                                                   |                                                                                  | |
| Premios Latinos - FAMA - Nueva York                    | Mención Honorífica - Trayectoria Artística y Legado                              | El 23 de febrero de 2018, Ávalos recibió el reconocimiento Mención Honorífica a la "Trayectoria Artística" y "Legado", otorgado en convergencia por los más importantes medios masivos de comunicación de habla hispana a lo más destacado en las disciplinas artísticas, empresariales, políticas y del entretenimiento, durante la cuarta entrega de los Premios Latinos - FAMA celebrados en el Queens Theatre in the Park en la ciudad de Nueva York, Estados Unidos; durante la entrega, Ávalos emitió un comunicado mostrando su apoyo a la comunidad Latina en Estados Unidos, mismo donde dedicó la presea a su hija Valentina Benaglio, presente en dicha ceremonia. |
| Galerías de las Estrellas                              | Galardón Honorífico 2018"                                                        | Reconocimiento otorgado por presentación oficial en formato físico del primer volumen del anticipado álbum México Majestuoso, previo a la premier mundial de su primer video oficial en formato High Definition intitulado "Apuesta por un Amor". |
| Trilogía de Oro                                        | Excelencia a la Trayectoria                                                      | El mes de noviembre, le es otorgada a la artista dicha estatuilla en plata, en reconocimiento a más de 35 años interrumpidos de legado multidisciplinario en la industria musical, cinematográfica, televisiva y de las artes escénicas, durante evento celebrado en el "Teatro Jorge Negrete" de la Ciudad de México. |
| Premios Nacionales Ser                                 | Trayectoria Artística                                                            | El día 29 del mismo mes, Ávalos recibe el galardón principal, otorgado en la VIII edición de los "Premios Nacionales Ser - Por el orgullo de Ser Mexicano", siendo reconocida por más de 35 años de trayectoria, como referente de sustentabilidad, productividad, innovación y competitividad. |
| Círculo Nacional de Periodistas A.C                    | Medalla Honorífica "Silvia Pinal"                                                | En el mes de diciembre del mismo año, Ávalos recibe la "Medalla Silvia Pinal", el máximo reconocimiento otorgado por parte del Círculo Nacional de Periodistas A. C. al legado artístico; la artista es galardonada por su contribución a la industria musical y las artes escénicas a través de casi cuatro décadas ininterrumpidas de trayectoria profesional. |

## Radio, podcasts y emisiones digitales
| Año  | Categoría            | Emisión             | Cargo              |
| ---- | -------------------- | ------------------- | ------------------ |
| 2020 | Radio, radio digital | La Verdad No Peca.. | Locutora principal |